# Verbi arabi
I verbi arabi (فِعْل fiʿl; pl. أَفْعَال ʾafʿāl), come nelle altre lingue semitiche, sono, come poi l'intero vocabolario di queste lingue, basati su sequenze di due, tre, quattro o anche cinque (ma solitamente tre) consonanti dette radici (trilittere o quadrilittere a seconda del numero di consonanti). La radice porta il significato di base del verbo, ad esempio ك ت ب k-t-b 'scrivere', ق ر ء q-r-ʾ 'leggere', ء ك ل ʾ-k-l 'mangiare'. Cambiamenti nelle vocali fra le consonanti e l'aggiunta di prefissi e suffissi esprimono funzioni grammaticali come la persona, il genere, il numero, il tempo, il modo e la diatesi. 

## Caratteristiche
Il verbo arabo presenta le seguenti caratteristiche: 
- tre tempi (passato, non-passato; il futuro è formato aggiungendo la particella sawfa o sa al non-passato)
- due diatesi (attivo, passivo)
- due generi (maschile, femminile)
- tre persone (prima, seconda, terza)
- tre numeri (singolare, duale, plurale)
- sei modi, solo per il non-passato (indicativo, congiuntivo, apocopato, imperativo, e, solo in arabo classico, energico I e II)
- diciannove forme; il sistema derivazionale permette di esprimere varie funzioni derivate come l'intensività, la causatività, la reciprocità, la riflessività, la frequentatività ecc. Per ogni forma esiste anche un participio attivo e uno passivo (entrambi aggettivi, declinati normalmente per genere, numero, caso e diatesi) e un nome verbale (declinato per caso; inoltre, quando è lessicalizzato, può essere declinato per numero)

La debolezza è una proprietà inerente di un dato verbo che dipende dalle particolari consonanti di una radice verbale, dando origine a cinque tipi principali di debolezza con due o tre sottotipi ciascuna.
I grammatici arabi usano solitamente la radice desemantizzata ف ع ل f-ʿ-l come forma generica per esprimere un dato elemento di un paradigma verbale. Ad esempio, ُيُتَكَاتَب yutakātabu 'gli viene scritto da (qualcuno)' viene generalmente espresso con ُيُتَفَاعَل yutafāʿalu, specificando la forma generica di un verbo sano passivo in VI forma, alla terza persona singolare maschile del non-passato indicativo.
Il numero massimo possibile di forme verbali derivabili da una radice - senza contare i participi e i nomi verbali - è di circa 13 forme persone/numero/genere per 9 combinazioni tempo/modo, compreso il futuro sa (dato che i modi sono attivi solo nel non-passato e l'imperativo ha solo 5 delle 13 voci), per 17 combinazioni forma/voce (dato che le forme IX e XI–XV esistono solo per un piccolo numero di radici stative e la VII forma non può solitamente formare il passivo), per un totale di 1989. Ognuno di questi ha il suo paradigma e ciascuno di questi paradigmi ha varie forme, a seconda dell'eventuale debolezza della radice con cui è formato

## Categorie flessive
Ogni verbo lessicale viene espresso da quattro temi, due per ciascuna diatesi. Di questi, uno (il passato) è usato per il passato, mentre l'altro (il non-passato) è usato per il presente e il futuro, e si coniuga anche in modi diversi dall'indicativo, come il congiuntivo, l'apocopato e l'imperativo. I temi del passato e del non-passato sono talvolta detti rispettivamente perfettivo e imperfettivo, basandosi su un'errata interpretazione tradizionale che vede nei due temi l'espressione dell'aspetto piuttosto che del tempo; sebbene ci sia ancora disaccordo sull'interpretazione dei temi in base al tempo o all'aspetto, l'opinione dominante attuale ritiene che essi rappresentino il tempo, talvolta di natura più relativa che assoluta. Esistono inoltre alcuni usi insoliti dei temi in alcuni contesti che una volta erano considerati distinzioni di aspetto, ma sono oggi ritenuti semplici costruzioni idiosincratiche che non rientrano efficacemente in nessun paradigma aspettuale.
Al tema del passato si aggiungono suffissi per indicare la persona, il numero e il genere, mentre nel tema del non-passato si aggiunge una combinazione di prefissi e suffissi. In sintesi, i prefissi specificano la persona, mentre i suffissi indicano il numero e il genere. Per entrambi i temi esiste un totale 13 forme che esprimono la persona (prima, seconda, terza), il numero (singolare, duale, plurale) e il genere (maschile, femminile).
Esistono sei modi distinti per il non-passato: indicativo, imperativo, congiuntivo, apocopato (o iussivo), energico I ed energico II. I modi sono generalmente indicati da suffissi. Quando non esiste un suffisso numerale, le terminazioni sono -u per l'indicativo, -a per il congiuntivo, nessuna per l'imperativo e l'apocopato, ـَنَّ -anna per l'energico I e ـَنْ -an per l'energico II. Quando sono presenti suffissi numerali, i modi sono distinti da forme diverse dei suffissi (ad esempio, ـُونَ ūna per l'indicativo maschile plurale e ـُو -ū per il congiuntivo/imperativo/apocopato maschile plurale), oppure non sono affatto distinti. L'imperativo esiste solo per le seconde persone e si distingue dall'apocopato per la mancanza del normale prefisso di seconda persona ـت ta-/tu-.
La terza persona maschile singolare del passato serve come forma di citazione per identificare il verbo, in modo simile all'infinito in italiano; l'arabo non possiede un modo infinito confrontabile con quello delle lingue europee. Ad esempio, il verbo che significa 'scrivere' è spesso citato come كَتَبَ kataba, forma che in realtà significa 'egli scrisse'. Ciò significa che il tema del passato è كَتَبْـ katab-, mentre il corrispondente tema del non-passato è ـكْتُبْـ -ktub-, come in يَكْتُبُ yaktubu 'egli scrive'.

### Tempo
Ci sono tre tempi in arabo: il passato o perfetto (اَلْمَاضِي al-māḍī), il non-passato o imperfetto (اَلْمُضَارِع al-muḍāriʿ) e il futuro. Il futuro in arabo classico si forma aggiungendo o il prefisso سَـ sa o la parola سَوْفَ sawfa davanti al verbo al non-passato, ad esempio سَيَكْتُبُ sa-yaktubu o سَوْفَ يَكْتُبُ sawfa yaktubu 'egli scriverà'.
In alcuni contesti, i tempi indicano distinzioni aspettuali piuttosto che temporali. Così si utilizzano i tempi dell'arabo:
- il passato ha spesso (ma non sempre) il significato di un passato perfettivo, ossia esprime il concetto di 'fece' opposto a 'faceva'. Quest'ultimo si esprime utilizzando il passato del verbo كَانَ kāna 'essere' combinato con il non-passato o il participio attivo, ad esempio كَانَ يَكْتُبُ kāna yaktubu o كَانَ كَاتِبٌ kāna kātibun 'scriveva', 'stava scrivendo'. Esistono alcuni verbi speciali detti "verbi composti" che possono esprimere l'aspetto grammaticale dell'incoativo, del durativo ecc., ad esempio bada’a yulfitu nnażara significa "iniziò ad attirare l'attenzione", in cui bada’a porta il significato di "iniziare a fare qualcosa (nel passato)"
- i due tempi passato e non-passato possono essere utilizzati per esprimere il tempo relativo (o in un'altra prospettiva, l'aspetto grammaticale) quando seguono altri verbi in una serializzazione verbale. In questo tipo di costruzione, il tempo non-passato indica simultaneità temporale con il verbo principale, mentre il tempo passato indica anteriorità rispetto al tempo principale; oppure, alternativamente, il tempo non-passato indica l'aspetto imperfettivo mentre il passato quello perfettivo.

In tutte le forme tranne la I c'è una sola possibilità per il tema del passato e del non-passato di una data radice. Nella I forma, invece, vari verbi hanno diverse realizzazioni. Esempi:
- كَتَبَ يَكْتُبُ kataba yaktubu 'scrivere'
- كَسِبَ يَكْسِبُ kasaba yaksibu 'guadagnare'
- قَرَأَ يَقْرَأُ qaraʾa yaqraʾu 'leggere'
- قَدِمَ يَقْدَمُ qadima yaqdamu 'girare'
- كَبُرَ يَكْبُرُ kabura yakburu 'crescere, diventare grande'

Da notare che la seconda vocale può essere una qualsiasi fra a, i, u nei temi del passato e del non-passato. La vocale a ricorre nella maggior parte dei tempi passati, mentre la i solo in alcuni (in particolare intransitivi), mentre u si trova solo in alcuni verbi stativi (ad esempio, il cui significato è 'essere X' o 'diventare X' dove X è un aggettivo). Il modello più comune è:
- passato: a; non-passato: u o i
- passato: a, non-passato: a (quando la seconda o terza consonante radicale è una "gutturale", cioè una fra ʾ, ʿ, h, ḥ)
- passato: i; non-passato: a
- passato: u; non-passato: u

### Modo
L'arabo ha tre modi (حَالَات ḥālāt, una parola che significa anche "casi"; sg. حَالَة ḥāla), le cui forme sono derivate dal tema imperfettivo: il modo indicativo (مَرْفُوع marfūʿ), terminante in u, il congiuntivo (مَنْصُوب manṣūb), terminante in a, e l'apocopato o iussivo (مَجْزُوم maǧzūm), senza terminazioni. Nell'arabo meno formale e nei dialetti parlati le vocali finali dell'indicativo e del congiuntivo non sono pronunciate, rendendoli identici all'apocopato.
L'imperativo (صِيغَة اَلْأَمْر ṣīġat al-ʾamr) (positivo, solo per le seconde persone) si forma togliendo il prefisso verbale all'apocopato, ad esempio قَدِّم qaddim 'presenta!'. Se ciò che risulta inizia con due consonanti seguite da una vocale (a o i), si aggiunge all'inizio della parola una ʾalif waṣla vocalizzata in i, ad esempio اِغْسِلْ iġsil 'lava!' o اِفْعَل ifʿal 'fa'!'; se la vocale del non-passato è u, anche la ʾalif è vocalizzata in u, ad esempio أُكْتُب uktub 'scrivi!'. L'imperativo negativo si forma con l'apocopato.
L'eccezione alla regola appena descritta è il verbo in IV forma. In questi verbi l'apocopato viene sempre prefissato da una ’alif hamza vocalizzata in a, ad esempio أرسل ʾarsil 'manda!', أضف ʾaḍif 'aggiungi!'.
Il congiuntivo si usa nella proposizioni subordinate introdotte da certe congiunzioni. L'apocopato si una nella negazione, nell'imperativo negativo e nella forma esortativa li + apocopato. Ad esempio, 2ª pers. masc. sg.:
- non-passato indicativo تفعلُ tafʿalu 'tu stai facendo'
- congiuntivo تفعلَ ʾan tafʿala 'che tu faccia'
- apocopato لا تفعلْ lā tafʿal il significato dipende dal prefisso che si aggiunge; in questo caso significa 'che tu non faccia!'
- energico I تفعلن tafʿalanna il significato dipende dal prefisso che si aggiunge; se il prefisso è li- significa 'devi fare'
- energico II تفعلنْ tafʿalan ha meno enfasi rispetto all'energico I, il significato dipende dal prefisso che si aggiunge; se il prefisso è li- significa 'dovresti fare'
- imperativo افعل ifʿal 'fa'!'.

### Diatesi
Il verbo arabo possiede due diatesi (صِيغَات sīġāt 'forme', sg. صِيغَة sīgha), attiva (صِيغَة اَلْمَعْلُوم ṣīġat al-maʿlūm) e passiva (صِيغَة اَلْمَجْهُول ṣīġat al-maǧhūl). La diatesi passiva si esprime cambiando la vocalizzazione. Ad esempio:
- attivo فَعَلَ faʿala 'egli fece', يَفْعَلُ yafʿalu 'egli fa'
- passivo فُعِلَ fuʿila 'fu fatto', يُفْعَلُ yufʿalu 'viene fatto'

Come si vede, le due diatesi sono scritte allo stesso modo; cambia solo la vocalizzazione.

### Participio
Ogni verbo ha un corrispondente participio attivo e molti possiedono un participio passivo. Ad esempio, معلم muʿallim 'insegnante' è il participio attivo della II forma della radice ع ل م ʿ-l-m ('sapere').
- il participio attivo della I forma è فاعل fāʿil, mentre il passivo è مفعول mafʿūl.
- le forme II–X prendono il prefisso مـ mu- e terminazioni nominali in entrambi i participi. L'unica differenza fra i due è la vocale fra le ultime due consonanti della radice, che è -i- per l'attivo e -a- per il passivo (ad esempio, II forma attivo مفعِّل mu-faʿʿil, passivo مفعَّل mu-faʿʿal).

### Nome verbale (maṣdar)
Oltre al participio, esiste un nome verbale (in arabo مَصْدَر maṣdar, pl. مَصَادِر maṣādir, letteralmente 'fonte'), talvolta detto infinito, simile all'infinito italiano e a nomi deverbativi di vario tipo (ad esempio, "corsa" e "il correre" da "correre"; "obiezione" e "l'obiettare" da "obiettare"). Come mostrato dagli esempi in italiano, il suo significato si riferisce sia all'atto di fare qualcosa (spesso attraverso estensione semantica) sia al suo risultato. Una delle sue funzioni sintattiche è quella di complemento verbale per altri verbi e il suo uso corrisponde in questo caso all'infinito italiano (mi ha impedito di correre  oppure ha iniziato a correre ).
- la formazione della I forma è irregolare
- nella II forma è تفعيل tafʿīl. Ad esempio: تحضير taḥḍīr 'preparazione' è il nome verbale in seconda forma di حضر ḥaḍara ('essere presente').
- la III forma spesso forma il nome verbale con il femminile del participio passivo, così per ساعد sāʿada, 'egli aiutò', produce il nome verbale مساعدة musāʿada. Ci sono anche alcuni nomi verbali del tipo فعال fiʿāl: جاهد ǧāhada, 'egli si sforzò', porta a جهاد ǧihād 'sforzo (per una causa o uno scopo)'

Alcuni esempi ben noti di nomi verbali sono فتح fatḥ (vedi Fatah) (I forma), تنظيم tanẓīm (II forma), جهاد ǧihād (III forma), إسلام ’islām (IV forma), انتفاضة intifāḍa (femminile di nome verbale VIII forma) e استقلال istiqlāl (X forma).

## Categorie derivazionali, coniugazioni
Il sistema della coniugazione verbale in arabo è piuttosto complicato e si sviluppa su due assi. Uno, noto come forma (I forma, II forma etc.), serve per esprimere concetti grammaticali come la causatività, l'intensività, la reciprocità, la passività o la riflessività, e comporta la variazione della forma del tema. L'altro asse, noto come debolezza, è determinato dalle consonanti che compongono la radice. Per esempio, i verbi difettivi (o tertiae infirmae) hanno una و w o ي y come ultima consonante della radice (ad esempio, ر م ي r-m-y 'lanciare', د ع و d-ʿ-w 'chiamare'), mentre i verbi geminati hanno la seconda e la terza consonante uguali (ad esempio, م د د m-d-d 'estendere'). Queste "debolezze" hanno l'effetto di determinare varie irregolarità nel tema e nelle terminazioni dei verbi.
Esempi delle differenti forme di un verbo sano (ossia senza debolezze nella radice): dalla radice ك ت ب k-t-b 'scrivere' (utilizzando ح م ر ḥ-m-r 'rosso' per la IX forma, che è limitata ai colori e ai difetti fisici):
| Forma | Passato          | Significato                                                 | Non-passato       | Significato                                              |
| ----- | ---------------- | ----------------------------------------------------------- | ----------------- | -------------------------------------------------------- |
| I     | kataba كَتَبَ       | 'egli scrisse'                                              | yaktubu يَكْتُبُ      | 'egli scrive'                                            |
| II    | kattaba كَتَّبَ      | 'egli fece scrivere (qualcuno)'                             | yukattibu يُكَتِّبُ    | 'egli fa scrivere (qualcuno)'                            |
| III   | kātaba كاتَبَ      | 'egli scrisse (a qualcuno), ebbe corrispondenza epistolare' | yukātibu يُكاتِبُ    | 'egli scrive (a qualcuno), ha corrispondenza epistolare' |
| IV    | ʾaktaba أَكْتَبَ     | 'egli dettò'                                                | yuktibu يُكْتِبُ      | 'egli detta'                                             |
| V     | takattaba تَكَتَّبَ   | —                                                           | yatakattabu يَتَكَتُّبُ | —                                                        |
| VI    | takātaba تَكَاتَبَ   | 'egli ebbe corrispondenza (con qlc., mutualmente)'          | yatakātabu يَتَكَاتَبَ | 'egli ha corrispondenza (con qlc., mutualmente)'         |
| VII   | inkataba اِنْكَتَبَ   | 'egli firmò'                                                | yankatibu يَنْكَتِبُ   | 'egli firma'                                             |
| VIII  | iktataba اِكْتَتَبَ   | 'egli copiò'                                                | yaktatibu يَكْتَتِبُ   | 'egli copia'                                             |
| IX    | iḥmarra اِحْمَرَّ     | 'diventò rosso'                                             | yaḥmarru يَحْمَرُّ     | 'diventa rosso'                                          |
| X     | istaktaba اِسْتَكْتَبَ | 'egli chiese (a qualcuno) di scrivere'                      | yastaktibu يَسْتَكْتِبُ | 'egli chiede (a qualcuno) di scrivere'                   |

Le principali forme di debolezza sono le seguenti:
| Debolezza                       | Radice                          | Passato 3ª sg. masc. | Passato 1ª sg. | Non-passato 3ª sg. masc. | Non-passato 3ª pl. femm. |
| ------------------------------- | ------------------------------- | -------------------- | -------------- | ------------------------ | ------------------------ |
| Sano (non debole)               | ك ت ب k-t-b 'scrivere'          | كَتَبَ kataba           | كَتَبْتُ katabtu   | يَكْتُبُ yaktubu             | يَكْتُبْنَ yaktubna           |
| Assimilato (di prima debole), W | و ج د w-ǧ-d 'trovare'           | وَجَدَ waǧada           | وَجَدْتُ waǧadtu   | يَجِدُ yaǧidu               | يَجِدْنَ yaǧidna             |
| Assimilato (di prima debole), Y | ي ب س y-b-s 'asciugare'         | يَبِسَ yabisa           | يَبِسْتُ yabistu   | يَيْبَسُ yaybasu             | يَيْبَسْنَ yaybasna           |
| Concavo (di seconda debole), W  | ق و ل q-w-l 'dire'              | قالَ qāla             | قُلْتُ qultu      | يَقُولُ yaqūlu              | يَقُلْنَ yaqulna             |
| Concavo (di seconda debole), Y  | س ي ر s-y-r 'viaggiare, andare' | سارَ sāra             | سِرْتُ sirtu      | يَسِيرُ yasīru              | يَسِرْنَ yasirna             |
| Difettivo (di terza debole), W  | د ع و d-ʿ-w 'chiamare'          | دَعا daʿā             | دَعَوْتُ daʿawtu   | يَدْعُو yadʿū               | يَدْعُونَ yadʿūna            |
| Difettivo (di terza debole), Y  | ر م ي r-m-y 'lanciare'          | رَمَى ramā             | رَمَيْتُ ramaytu   | يَرْمِي yarmī               | يَرْمِينَ yarmīna            |
| Geminato                        | م د د m-d-d 'allungare'         | مَدَّ madda             | مَدَدْتُ madadtu   | يَمُدُّ yamuddu              | يَمْدُدْنَ yamdudna           |

## Coniugazione

### Coniugazione del verbo regolare per persona/numero, tempo/aspetto/modo e participi
In arabo, le persone e il numero grammaticali, come anche il modo, sono caratterizzati da una varietà di prefissi e suffissi. La tabella seguente mostra il paradigma di un verbo sano in I forma, كتب kataba 'scrivere'. La maggior parte delle vocali brevi finali sono omesse nel parlato, tranne quella della terminazione femminile plurale -na e normalmente anche quella della seconda persona singolare femminile del passato -ti.
|                |                   |                      | Passato           | Non-passato Indicativo | Congiuntivo        | Apocopato          | Energico I         | Energico II         | Imperativo          |                     |
| Attivo         | Singolare         | Singolare            | Singolare         | Singolare              | Singolare          | Singolare          | Singolare          | Singolare           | Singolare           | Singolare           |
| -------------- | ----------------- | -------------------- | ----------------- | ---------------------- | ------------------ | ------------------ | ------------------ | ------------------- | ------------------- | ------------------- |
| Attivo         | 1ª                | 1ª                   | katab-tu          | ʾa-ktub-u              | ʾa-ktub-a          | ʾa-ktub            | ʾa-ktub-anna       | ʾa-ktub-an          | –                   |                     |
| Attivo         | 1ª                | 1ª                   | كَتَبْتُ              | أَكْتُبُ                   | أَكْتُبَ               | أَكْتُبْ               | أَكْتُبَنَّ              | أَكْتُبَنْ               | –                   |                     |
| Attivo         | 2ª                | masc.                | katab-ta          | ta-ktub-u              | ta-ktub-a          | ta-ktub            | ta-ktub-anna       | ta-ktub-an          | u-ktub              |                     |
| Attivo         | 2ª                | masc.                | كَتَبْتَ              | تَكْتُبُ                   | تَكْتُبَ               | تَكْتُبْ               | تَكْتُبَنَّ              | تَكْتُبَنْ               | اُكْتُبْ                |                     |
| Attivo         | 2ª                | femm.                | katab-ti          | ta-ktub-īna            | ta-ktub-ī          | ta-ktub-ī          | ta-ktub-inna       | ta-ktub-in          | u-ktub-ī            |                     |
| Attivo         | 2ª                | femm.                | كَتَبْتِ              | تَكْتُبِينَ                 | تَكْتُبِي              | تَكْتُبِي              | تَكْتُبِنَّ              | تَكْتُبِنْ               | اُكْتُبِي               |                     |
| Attivo         | 3ª                | masc.                | katab-a           | ya-ktub-u              | ya-ktub-a          | ya-ktub            | ya-ktub-anna       | ya-ktub-an          | –                   |                     |
| Attivo         | 3ª                | masc.                | كَتَبَ               | يَكْتُبُ                   | يَكْتُبَ               | يَكْتُبْ               | يَكْتُبَنَّ              | يَكْتُبَنْ               | –                   |                     |
| Attivo         | 3ª                | femm.                | katab-at          | ta-ktub-u              | ta-ktub-a          | ta-ktub            | ta-ktub-anna       | ta-ktub-an          | –                   |                     |
| Attivo         | 3ª                | femm.                | كَتَبَتْ              | تَكْتُبُ                   | تَكْتُبَ               | تَكْتُبْ               | تَكْتُبَنَّ              | تَكْتُبَنْ               | –                   |                     |
| Attivo         | Duale             |                      |                   |                        |                    |                    |                    |                     |                     |                     |
| Attivo         | 2ª                | maschile e femminile | katab-tumā        | ta-ktub-āni            | ta-ktub-ā          | ta-ktub-ā          | ta-ktub-ānni       | –                   | u-ktub-ā            |                     |
| Attivo         | 2ª                | maschile e femminile | كَتَبْتُمَا            | تَكْتُبَانِ                 | تَكْتُبَا              | تَكْتُبَا              | تَكْتُبَانِّ             | –                   | اُكْتُبَا               |                     |
| Attivo         | 3ª                | masc.                | katab-ā           | ya-ktub-āni            | ya-ktub-ā          | ya-ktub-ā          | ya-ktub-ānni       | –                   | –                   |                     |
| Attivo         | 3ª                | masc.                | كَتَبَا              | يَكْتُبَانِ                 | يَكْتُبَا              | يَكْتُبَا              | يَكْتُبَانِّ             | –                   | –                   |                     |
| Attivo         | 3ª                | femm.                | katab-atā         | ta-ktub-āni            | ta-ktub-ā          | ta-ktub-ā          | ta-ktub-ānni       | –                   | –                   |                     |
| Attivo         | 3ª                | femm.                | كَتَبَتَا             | تَكْتُبَانِ                 | تَكْتُبَا              | تَكْتُبَا              | تَكْتُبَانِّ             | –                   | –                   |                     |
| Attivo         | Plurale           |                      |                   |                        |                    |                    |                    |                     |                     |                     |
| Attivo         | 1ª                | 1ª                   | katab-nā          | na-ktub-u              | na-ktub-a          | na-ktub            | na-ktub-anna       | na-ktub-an          | –                   |                     |
| Attivo         | 1ª                | 1ª                   | كَتَبْنَا             | نَكْتُبُ                   | نَكْتُبَ               | نَكْتُبْ               | نَكْتُبَنَّ              | نَكْتُبَنْ               | –                   |                     |
| Attivo         | 2ª                | masc.                | katab-tum         | ta-ktub-ūna            | ta-ktub-ū          | ta-ktub-ū          | ta-ktub-unna       | ta-ktub-un          | u-ktub-ū            |                     |
| Attivo         | 2ª                | masc.                | كَتَبْتُمْ             | تَكْتُبُونَ                 | تَكْتُبُوا             | تَكْتُبُوا             | تَكْتُبُنَّ              | تَكْتُبُنْ               | اُكْتُبُوا              |                     |
| Attivo         | 2ª                | femm.                | katab-tunna       | ta-ktub-na             | ta-ktub-na         | ta-ktub-na         | ta-ktub-ānni       | –                   | u-ktub-na           |                     |
| Attivo         | 2ª                | femm.                | كَتَبْتُنَّ             | تَكْتُبْنَ                  | تَكْتُبْنَ              | تَكْتُبْنَ              | تَكْتُبَانِّ             | –                   | اُكْتُبْنَ               |                     |
| Attivo         | 3ª                | masc.                | -ū                | ya-ktub-ūna            | ya-ktub-ū          | ya-ktub-ū          | ya-ktub-unna       | ya-ktub-un          | –                   |                     |
| Attivo         | 3ª                | masc.                | كَتَبُوا             | يَكْتُبُونَ                 | يَكْتُبُوا             | يَكْتُبُوا             | تَكْتُبُنِّ              | تَكْتُبُنْ               | –                   |                     |
| Attivo         | 3ª                | femm.                | -na               | ya-ktub-na             | ya-ktub-na         | ya-ktub-na         | ya-ktub-ānni       | –                   | –                   |                     |
| Attivo         | 3ª                | femm.                | كَتَبْنَ              | يَكْتُبْنَ                  | يَكْتُبْنَ              | يَكْتُبْنَ              | تَكْتُبَانِّ             | –                   | –                   |                     |
| Passivo        | Singolare         | Singolare            | Singolare         | Singolare              | Singolare          | Singolare          | Singolare          | Singolare           | Singolare           | Singolare           |
| Passivo        | 1ª                | 1ª                   | kutib-tu          | ʾu-ktab-u              | ʾu-ktab-a          | ʾu-ktab            | ʾu-ktab-anna       | ʾu-ktab-an          | –                   |                     |
| Passivo        | 1ª                | 1ª                   | كُتِبْتُ              | أُكْتَبُ                   | أُكْتَبَ               | أُكْتَبْ               | أُكْتَبَنَّ              | أُكْتَبَنْ               | –                   |                     |
| Passivo        | 2a                | masc.                | kutib-ta          | tu-ktab-u              | tu-ktab-a          | tu-ktab            | tu-ktab-anna       | tu-ktab-an          | –                   |                     |
| Passivo        | 2a                | masc.                | كُتِبْتَ              | تُكْتَبُ                   | تُكْتَبَ               | تُكْتَبْ               | تُكْتَبَنَّ              | تُكْتَبَنْ               | –                   |                     |
| Passivo        | 2a                | femm.                | kutib-ti          | tu-ktab-īna            | tu-ktab-ī          | tu-ktab-ī          | tu-ktab-inna       | tu-ktab-in          | –                   |                     |
| Passivo        | 2a                | femm.                | كُتِبْتِ              | تُكْتَبِينَ                 | تُكْتَبِي              | تُكْتَبِي              | تُكْتَبِنَّ              | تُكْتَبِنْ               | –                   |                     |
| Passivo        | etc.              |                      |                   |                        |                    |                    |                    |                     |                     |                     |
| Forme nominali | Participio attivo | Participio attivo    | Participio attivo | Participio attivo      | Participio passivo | Participio passivo | Participio passivo | Nome verbale        | Nome verbale        | Nome verbale        |
| Forme nominali | kātib             | kātib                | kātib             | kātib                  | maktūb             | maktūb             | maktūb             | katb, kitba, kitāba | katb, kitba, kitāba | katb, kitba, kitāba |
| Forme nominali | كَاتِب              | كَاتِب                 | كَاتِب              | كَاتِب                   | مَكْتُوب              | مَكْتُوب              | مَكْتُوب              | كَتْب، كِتْبَة، كِتَابَة    | كَتْب، كِتْبَة، كِتَابَة    | كَتْب، كِتْبَة، كِتَابَة    |

La vocale iniziale dell'imperativo (elidibile) varia da verbo a verbo come segue:
- la vocale iniziale è u se il tema inizia con due consonanti e la vocale successiva è u o ū.
- la vocale iniziale è i se il tema inizia con due consonanti e la vocale successiva è diversa da questa.
- non c'è vocale iniziale se il tema inizia con una sola consonante.

Nell'arabo non vocalizzato, katabtu, katabta, katabti e katabat sono tutti scritti allo stesso modo: كتبت. Le forme katabtu e katabta (e talvolta anche katabti) possono essere abbreviate in katabt nel parlato e in pausa, facendole quindi anche suonare nello stesso modo.
La ا (ʾalif) nella terminazione ـُوا -ū è muta.

### Radici deboli
Le radici che contengono una o due و w, ي y o ء ʾ radicali spesso portano a verbi con particolari regole fonetiche perché queste consonanti vengono influenzate da quelle che le circondano. Tali verbi sono detti "deboli" (verba infirma) e al loro paradigma si deve prestare particolare attenzione. Nel caso della hamza, queste particolarità sono principalmente ortografiche, perché la hamza non è soggetta a elisione (l'ortografia della hamza e della alif non è sistematica a causa di confusioni nel periodo protoislamico). A seconda della posizione della consonante debole nella radice, questa viene classificata in quattro modi: di prima debole, di seconda debole, di terza debole e geminate (o contratte), in cui la seconda e la terza consonante sono uguali. Alcune radici si trovano in più di una categoria nello stesso tempo.

#### Radici assimilate (di prima debole)
La maggior parte dei verbi di prima debole hanno una و w come prima radicale. Questi verbi sono del tutto regolari nel tempo passato. Nel non-passato la w cade generando un tema abbreviato (ad esempio,وجد (يجد) waǧada (yaǧidu) 'trovare'), il cui tema è ـجدـ -ǧid- contrariamente a uno più lungo come ـجلدـ -ǧlid- del verbo (جلد (يجلد ǧalada (yaǧlidu) 'frustare'. Lo stesso tema è usato nel resto della coniugazione e non ci sono altre irregolarità, tranne nell'imperativo, che non ha una vocale iniziale, in accordo con il fatto che l'imperativo inizia con una sola consonante.
Ci sono vari tipi di verbi assimilati (di prima debole) della I forma:
| Tema del passato (3ª sg. masc.) | Tema del non-passato (3ª sg. masc.) | Imperativo (masc. sg.) | Significato            | Verbo sano parallelo |
| ------------------------------- | ----------------------------------- | ---------------------- | ---------------------- | --- |
| وَجَدَ waǧad-a                     | يَجِدُ yaǧid-u                         | جِدْ ǧid                 | trovare                | (فَعَلَ (يَفْعِلُ faʿala (yafʿilu)                                                                                             |
| وَرِثَ wariṯ-a                     | يَرِثُ yariṯ-u                         | رِثْ riṯ                 | ereditare              | (فَعِلَ (يَفْعِلُ faʿila (yafʿilu) (solitamente raro, ma nei verbi assimilati molto più comune di faʿila (yafʿalu) فَعِلَ (يَفْعَلُ)) |
| وَضَعَ waḍaʿ-a                     | يَضَعُ yaḍaʿ-u                         | ضَعْ ḍaʿ                 | mettere                | (فَعَلَ (يَفْعَلُ faʿala (yafʿalu)                                                                                             |
| وَجِلَ waǧil-a                     | يَوْجَلُ yawǧal-u                       | إيجَلْ ’īǧal             | essere spaventato      | (فَعِلَ (يَفْعَلُ faʿila (yafʿalu) (raro caso in cui و w si conserva nel non-passato)                                          |
| يَسَرَ yasar-a                     | يَيْسِرُ yaysir-u                       | إيسِرْ ’īsir             | essere semplice        | (فَعَلَ (يَفْعِلُ faʿala (yafʿilu) (ي y è solitamente conservata nel non-passato)                                              |
| يَبِسَ yabis-a                     | يَيْبَسُ yaybas-u                       | إيبَسْ ’ības             | essere/diventare secco | (فَعِلَ (يَفْعَلُ faʿila (yafʿalu) (ي y è solitamente conservata nel non-passato)                                              |
| (وَدَّ (وَدِدْتُ wadd-a (wadid-tu)     | يَدُّ yadd-u                           | إيدَدْ ’īdad             | volere; amare          | (فَعِلَ (يَفْعَلُ faʿila (yafʿalu) (anche come verbo geminato)                                                                 |
| وَلِيَ waliy-a                     | يَلِي yalī                            | لِ li                   | proteggere             | (فَعِلَ (يَفْعِلُ faʿila (yafʿilu) (anche come verbo difettivo)                                                                |

#### Radici concave (di seconda debole)
La tabella seguente mostra il paradigma di un tipico verbo concavo (di seconda debole) (قال (قلت، يقول qāla (qultu, yaqūlu) 'dire', parallelo a un verbo del tipo (فعل (يفعل faʿala (yafʿulu). Vedi le note sotto la tabella per ulteriori spiegazioni.
|           |                      | Passato   | Non-passato Indicativo | Congiuntivo | Apocopato | Energico I   | Energico II | Imperativo |
| Singolare | Singolare            | Singolare | Singolare              | Singolare   | Singolare | Singolare    | Singolare   | Singolare  |
| --------- | -------------------- | --------- | ---------------------- | ----------- | --------- | ------------ | ----------- | ---------- |
| 1ª        | 1ª                   | qul-tu    | ’a-qūl-u               | ’a-qūl-a    | ’a-qul    | ’a-qūl-anna  | ’a-qūl-an   | –          |
| 1ª        | 1ª                   | قُلْتُ       | أَقُولُ                   | أَقُولَ        | أَقُلْ       | أَقُولَنَّ        | أَقُولَنْ       | –          |
| 2ª        | masc.                | qul-ta    | ta-qūl-u               | ta-qūl-a    | ta-qul    | ta-qūl-anna  | ta-qūl-an   | qul        |
| 2ª        | masc.                | قُلْتَ       | تَقُولُ                   | تَقُولَ        | ْتَقُل       | تَقُولَنَّ        | ْتَقُولَن       | قُلْ         |
| 2ª        | femm.                | qul-ti    | ta-qūl-īna             | ta-qūl-ī    | ta-qūl-ī  | ta-qūl-inna  | ta-qūl-in   | qūl-ī      |
| 2ª        | femm.                | قُلْتِ       | تَقُولِينَ                 | تَقُولِي       | تَقُولِي     | تَقُولِنَّ        | ْتَقُولِن       | قُولِي       |
| 3ª        | masc.                | qāl-a     | ya-qūl-u               | ya-qūl-a    | ya-qul    | ya-qūl-anna  | ya-qūl-an   | –          |
| 3ª        | masc.                | قَالَ       | ُيَقُول                   | َيَقُول        | ْيَقُل       | يَقُولَنَّ        | ْيَقُولَن       | –          |
| 3ª        | femm.                | qāl-at    | ta-qūl-u               | ta-qūl-a    | ta-qul    | ta-qūl-anna  | ta-qūl-an   | –          |
| 3ª        | femm.                | قَالَتْ      | ُتَقُول                   | َتَقُول        | ْتَقُل       | تَقُولَنَّ        | ْتَقُولَن       | –          |
| Duale     |                      |           |                        |             |           |              |             |            |
| 2ª        | maschile e femminile | qul-tumā  | ta-qūl-āni             | ta-qūl-ā    | ta-qūl-ā  | ta-qūl-ānni  | –           | qūl-ā      |
| 2ª        | maschile e femminile | قُلْتُمَا     | تَقُولَانِ                 | تَقُولَا       | تَقُولَا     | تَقُولَانِّ       | –           | قُولَا       |
| 3ª        | masc.                | qāl-ā     | ya-qūl-āni             | ya-qūl-ā    | ya-qūl-ā  | ya-qūl-ānni  | –           | –          |
| 3ª        | masc.                | قَالَا      | يَقُولَانِ                 | يَقُولَا       | يَقُولَا     | يَقُولَانِّ       | –           | –          |
| 3ª        | femm.                | qāl-atā   | ta-qūl-āni             | ta-qūl-ā    | ta-qūl-ā  | ta-qūl-ānni  | –           | –          |
| 3ª        | femm.                | قَالَتَا     | تَقُولَانِ                 | تَقُولَا       | تَقُولَا     | تَقُولَانِّ       | –           | –          |
| Plurale   |                      |           |                        |             |           |              |             |            |
| 1ª        | 1ª                   | qul-nā    | na-qūl-u               | na-qūl-a    | na-qul    | na-qūl-anna  | na-qūl-an   | –          |
| 1ª        | 1ª                   | قُلْنَا      | ُنَقُول                   | َنَقُول        | ْنَقُل       | نَقُولَنَّ        | ْنَقُولَن       | –          |
| 2ª        | masc.                | qul-tum   | ta-qūl-ūna             | ta-qūl-ū    | ta-qūl-ū  | ta-qūl-unna  | ta-qūl-un   | qūl-ū      |
| 2ª        | masc.                | قُلْتُمْ      | تَقُولُونَ                 | تَقُولُوا      | تَقُولُوا    | تَقُولُنَّ        | ْتَقُولُن       | قُولُوا      |
| 2ª        | femm.                | qul-tunna | ta-qul-na              | ta-qul-na   | ta-qul-na | ta-qul-nānni | –           | qul-na     |
| 2ª        | femm.                | قُلْتُنَّ      | تَقُلْنَ                   | تَقُلْنَ        | تَقُلْنَ      | تَقُلْنَانِّ       | –           | قُلْنَ        |
| 3ª        | masc.                | qāl-ū     | ya-qūl-ūna             | ya-qūl-ū    | ya-qūl-ū  | ya-qūl-unna  | ya-qūl-un   | –          |
| 3ª        | masc.                | قَالُوا     | يَقُولُونَ                 | يَقُولُوا      | يَقُولُوا    | يَقُولُنَّ        | ْيَقُولُن       | –          |
| 3ª        | femm.                | qul-na    | ya-qul-na              | ya-qul-na   | ya-qul-na | ya-qul-nānni | –           | –          |
| 3ª        | femm.                | قُلْنَ       | يَقُلْنَ                   | يَقُلْنَ        | يَقُلْنَ      | يَقُلْنَانِّ       | –           | –          |

Tutti i verbi concavi (di seconda debole) si coniugano in modo parallelo. Le terminazioni sono le stesse dei verbi sani, ma ci sono due temi (uno lungo e uno breve) sia nel passato che nel non-passato. Il tema lungo si usa quando la terminazione inizia con una vocale, mentre quello breve in tutti gli altri casi. I temi lunghi terminano con una vocale lunga e una consonante, quelli brevi invece con una vocale breve e una consonante. Il tema breve si forma semplicemente abbreviando la vocale del tema lungo in tutte le voci diverse da quelle del passato attivo in I forma. Nel passato in I forma il tema lungo ha sempre una vocale ā, mentre il tema breve ha una vocale u o i corrispondente al suono della seconda radicale.
Nell'imperativo non è necessaria una vocale iniziale perché il tema del non-passato non inizia con due consonanti.
Ci sono vari tipi di verbi concavi di I forma:
- (قال قلن (يقول يقلن qāla qulna (yaqūlu yaqulna) 'dire', formato da verbi con و w come seconda radicale e parallelo a verbi del tipo (فعل (يفعل faʿala (yafʿulu)
- (سار سرن (يسير يسرن sāra sirna (yasīru yasirna) 'viaggiare', formato da verbi con ي y come seconda radicale e parallelo a verbi del tipo faʿala (yafʿilu) type
- (خاف خفن (يخاف يخفن ḫāfa ḫufna (yaḫāfu yaḫafna) 'temere', formato da verbi con و w come seconda radicale e parallelo a verbi del tipo (فعل (يفعل faʿila (yafʿalu)
- (نام نمن (ينام ينمن nāma nimna (yanāmu yanamna) 'dormire', formato da verbi con ي y come seconda radicale e parallelo a verbi del tipo (فعل (يفعل faʿila (yafʿalu)

Il passivo di tutti i verbi concavi in I forma si comporta come segue:
- (قيل قلن (يقال يقلن qīla qilna (yuqālu yuqalna) 'venire detto'

#### Radici difettive (di terza debole)

##### فعى يفعيfaʿā (yafʿī)
La tabella seguente mostra il paradigma di un tipico verbo difettivo in I forma (رمى (يرمي ramā (yarmī) 'lanciare', parallelo ai verbi del tipo (فعل (يفعل faʿala (yafʿilu). Vedi le note sotto la tabella per ulteriori spiegazioni.
|           |                      | Passato     | Non-passato Indicativo | Congiuntivo | Apocopato | Energico I   | Energico II | Imperativo |
| Singolare | Singolare            | Singolare   | Singolare              | Singolare   | Singolare | Singolare    | Singolare   | Singolare  |
| --------- | -------------------- | ----------- | ---------------------- | ----------- | --------- | ------------ | ----------- | ---------- |
| 1ª        | 1ª                   | ramay-tu    | ’a-rmī                 | ’a-rmiy-a   | ’a-rmi    | ’a-rmiy-anna | ’a-rmiy-an  | –          |
| 1ª        | 1ª                   | رَمَيْتُ        | أَرْمِي                   | َأَرْمِي        | أَرْمِ       | َأَرْمِيَنَّ        | ْأَرْمِيَن       | –          |
| 2ª        | masc.                | ramay-ta    | ta-rmī                 | ta-rmiy-a   | ta-rmi    | ta-rmiy-anna | ta-rmiy-an  | i-rmi      |
| 2ª        | masc.                | رَمَيْتَ        | تَرْمِي                   | َتَرْمِي        | تَرْمِ       | َتَرْمِيَنَّ        | ْتَرْمِيَن       | اِرْمِ        |
| 2ª        | femm.                | ramay-ti    | ta-rm-īna              | ta-rm-ī     | ta-rm-ī   | ta-rm-inna   | ta-rm-in    | i-rm-ī     |
| 2ª        | femm.                | رَمَيْتِ        | تَرْمِينَ                  | تَرْمِي        | تَرْمِي      | َتَرْمِنَّ         | ْتَرْمِن        | اِرْمِي       |
| 3ª        | masc.                | ram-ā       | ya-rmī                 | ya-rmiy-a   | ya-rmi    | ya-rmiy-anna | ya-rmiy-an  | –          |
| 3ª        | masc.                | رَمَی         | يَرْمِي                   | َيَرْمِي        | يَرْمِ       | َيَرْمِيَنَّ        | ْيَرْمِيَن       | –          |
| 3ª        | femm.                | ram-at      | ta-rmī                 | ta-rmiy-a   | ta-rmi    | ta-rmiy-anna | ta-rmiy-an  | –          |
| 3ª        | femm.                | رَمَتْ         | تَرْمِي                   | َتَرْمِي        | تَرْمِ       | َتَرْمِيَنَّ        | ْتَرْمِيَن       | –          |
| Duale     |                      |             |                        |             |           |              |             |            |
| 2ª        | maschile e femminile | ramay-tumā  | ta-rmiy-āni            | ta-rmiy-ā   | ta-rmiy-ā | ta-rmiy-ānni | –           | i-rmiy-ā   |
| 2ª        | maschile e femminile | رَمَيْتُمَا      | تَرْمِيَانِ                 | تَرْمِيَا       | تَرْمِيَا     | تَرْمِيَانِّ       | –           | اِرْمِيَا      |
| 3ª        | masc.                | ramay-ā     | ya-rmiy-āni            | ya-rmiy-ā   | ya-rmiy-ā | ya-rmiy-ānni | –           | –          |
| 3ª        | masc.                | رَمَيَا        | يَرْمِيَانِ                 | يَرْمِيَا       | يَرْمِيَا     | يَرْمِيَانِّ       | –           | –          |
| 3ª        | femm.                | ram-atā     | ta-rmiy-āni            | ta-rmiy-ā   | ta-rmiy-ā | ta-rmiy-ānni | –           | –          |
| 3ª        | femm.                | رَمَتَا        | تَرْمِيَانِ                 | تَرْمِيَا       | تَرْمِيَا     | تَرْمِيَانِّ       | –           | –          |
| Plurale   |                      |             |                        |             |           |              |             |            |
| 1ª        | 1ª                   | ramay-nā    | na-rmī                 | na-rmiy-a   | na-rmi    | na-rmiy-anna | na-rmiy-an  | –          |
| 1ª        | 1ª                   | رَمَيْنَا       | نَرْمِي                   | َنَرْمِي        | نَرْمِ       | َنَرْمِيَنَّ        | ْنَرْمِيَن       | –          |
| 2ª        | masc.                | ramay-tum   | ta-rm-ūna              | ta-rm-ū     | ta-rm-ū   | ta-rm-unna   | ta-rm-un    | i-rm-ū     |
| 2ª        | masc.                | رَمَيْتُمْ       | تَرْمُونَ                  | تَرْمُوا       | تَرْمُوا     | َتَرْمُنَّ         | ْتَرْمُن        | اِرْمُوا      |
| 2ª        | femm.                | ramay-tunna | ta-rmī-na              | ta-rmī-na   | ta-rmī-na | ta-rmī-nānni | –           | i-rmī-na   |
| 2ª        | femm.                | رَمَيْتُنَّ       | تَرْمِينَ                  | تَرْمِينَ       | تَرْمِينَ     | تَرْمِينَانِّ      | –           | اِرْمِينَ      |
| 3ª        | masc.                | ram-aw      | ya-rm-ūna              | ya-rm-ū     | ya-rm-ū   | ya-rm-unna   | ya-rm-un    | –          |
| 3ª        | masc.                | رَمَوْا        | يَرْمُونَ                  | يَرْمُوا       | يَرْمُوا     | َيَرْمُنَّ         | ْيَرْمُن        | –          |
| 3ª        | femm.                | ramay-na    | ya-rmī-na              | ya-rmī-na   | ya-rmī-na | ya-rmī-nānni | –           | –          |
| 3ª        | femm.                | رَمَيْنَ        | يَرْمِينَ                  | يَرْمِينَ       | يَرْمِينَ     | يَرْمِينَانِّ      | –           | –          |

Due temi ciascuno
Ognuno dei due temi principali (passato e non passato) presenta due varianti, una piena e una abbreviata. Per il tema del passato la forma piena è رميـ ramay-, abbreviata in رمـ ram- nella maggior parte delle terze persone (cioè davanti a vocali, nella maggior parte dei casi). Per il tema del non-passato la forma piena è rmiy-, abbreviata in rm- davanti a -ū -ī. La forma piena del non-passato ـرميـ rmiy- appare come ـرميـ rmī- quando non si trova davanti a una vocale; questa è un'alternanza automatica in arabo classico. I luoghi in cui appare il tema abbreviato sono indicati in grigio (passato) e giallo (non-passato).
Terminazioni irregolari
Le terminazioni sono per lo più regolari, ma alcune sono invece irregolari; in particolare:
- alcune delle terze persone del passato, in particolare quelle in رمى ram-ā 'egli lanciò', رموا ram-aw 'essi lanciarono'. Devono essere semplicemente memorizzate
- due nel non-passato, entrambe nella parte "senza suffisso" del paradigma (per la maggior parte riferentisi al singolare maschile o al singolare di genere combinato). Nell'indicativo la radice piena ـرمي -rmī appare in realtà normale; ciò che è irregolare è la mancanza della -u che caratterizza normalmente l'indicativo. Nell'apocopato, invece, il tema assuma un'unica forma abbreviata ـرمـ -rmi, con una vocale breve non presente nella scrittura.

##### (فعا (يفعوfaʿā (yafʿū)
La seguente tabella mostra il paradigma di un tipico verbo difettivo in I forma (di terza debole) (دعا (يدعو daʿā (yadʿū) 'chiamare', parallelo ai verbi del tipo (فعل (يفعل faʿala (yafʿulu). I verbi di questo tipo sono del tutto speculari a quelli del tipo (فعا (يفعي faʿā (yafʿī), sebbene possa essere complicato costruire le forme corrette. Vedi le note sotto la tabella per ulteriori spiegazioni.
|           |                      | Passato     | Non-passato Indicativo | Congiuntivo | Apocopato | Energico I   | Energico II | Imperativo |
| Singolare | Singolare            | Singolare   | Singolare              | Singolare   | Singolare | Singolare    | Singolare   | Singolare  |
| --------- | -------------------- | ----------- | ---------------------- | ----------- | --------- | ------------ | ----------- | ---------- |
| 1ª        | 1ª                   | daʿaw-tu    | ’a-dʿū                 | ’a-dʿuw-a   | ’a-dʿu    | ’a-dʿuw-anna | ’a-dʿuw-an  | –          |
| 1ª        | 1ª                   | دَعَوْتُ        | أَدْعُو                   | َأَدْعُو        | أَدْعُ       | َأَدْعُوَنَّ        | ْأَدْعُوَن       | –          |
| 2ª        | masc.                | daʿaw-ta    | ta-dʿū                 | ta-dʿuw-a   | ta-dʿu    | ta-dʿuw-anna | ta-dʿuw-an  | u-dʿu      |
| 2ª        | masc.                | دَعَوْتَ        | تَدْعُو                   | َتَدْعُو        | تَدْعُ       | َتَدْعُوَنَّ        | ْتَدْعُوَن       | اُدْعُ        |
| 2ª        | femm.                | daʿaw-ti    | ta-dʿ-īna              | ta-dʿ-ī     | ta-dʿ-ī   | ta-dʿ-inna   | ta-dʿ-in    | u-dʿ-ī     |
| 2ª        | femm.                | دَعَوْتِ        | تَدْعِينَ                  | تَدْعِي        | تَدْعِي      | َتَدْعِنَّ         | ْتَدْعِن        | اُدْعِي       |
| 3ª        | masc.                | daʿ-ā       | ya-dʿū                 | ya-dʿuw-a   | ya-dʿu    | ya-dʿuw-anna | ya-dʿuw-an  | –          |
| 3ª        | masc.                | دَعَا         | يَدْعُو                   | َيَدْعُو        | يَدْعُ       | َيَدْعُوَنَّ        | ْيَدْعُوَن       | –          |
| 3ª        | femm.                | daʿ-at      | ta-dʿū                 | ta-dʿuw-a   | ta-dʿu    | ta-dʿuw-anna | ta-dʿuw-an  | –          |
| 3ª        | femm.                | دَعَتْ         | تَدْعُو                   | َتَدْعُو        | تَدْعُ       | َتَدْعُوَنَّ        | ْتَدْعُوَن       | –          |
| Dual      |                      |             |                        |             |           |              |             |            |
| 2ª        | maschile e femminile | daʿaw-tumā  | ta-dʿuw-āni            | ta-dʿuw-ā   | ta-dʿuw-ā | ta-dʿuw-ānni | –           | u-dʿuw-ā   |
| 2ª        | maschile e femminile | دَعَوْتُمَا      | تَدْعُوَانِ                 | تَدْعُوَا       | تَدْعُوَا     | تَدْعُوَانِّ       | –           | اُدْعُوَا      |
| 3ª        | masc.                | daʿaw-ā     | ya-dʿuw-āni            | ya-dʿuw-ā   | ya-dʿuw-ā | ya-dʿuw-ānni | –           | –          |
| 3ª        | masc.                | دَعَوَا        | يَدْعُوَانِ                 | يَدْعُوَا       | يَدْعُوَا     | يَدْعُوَانِّ       | –           | –          |
| 3ª        | femm.                | daʿ-atā     | ta-dʿuw-āni            | ta-dʿuw-ā   | ta-dʿuw-ā | ta-dʿuw-ānni | –           | –          |
| 3ª        | femm.                | دَعَتَا        | تَدْعُوَانِ                 | تَدْعُوَا       | تَدْعُوَا     | تَدْعُوَانِّ       | –           | –          |
| Plurale   |                      |             |                        |             |           |              |             |            |
| 1ª        | 1ª                   | daʿaw-nā    | na-dʿū                 | na-dʿuw-a   | na-dʿu    | na-dʿuw-anna | na-dʿuw-an  | –          |
| 1ª        | 1ª                   | دَعَوْنَا       | نَدْعُو                   | َنَدْعُو        | نَدْعُ       | َنَدْعُوَنَّ        | ْنَدْعُوَن       | –          |
| 2ª        | masc.                | daʿaw-tum   | ta-dʿ-ūna              | ta-dʿ-ū     | ta-dʿ-ū   | ta-dʿ-unna   | ta-dʿ-un    | u-dʿ-ū     |
| 2ª        | masc.                | دَعَوْتُمْ       | تَدْعُونَ                  | تَدْعُوا       | تَدْعُوا     | َتَدْعُنَّ         | ْتَدْعُن        | اُدْعُوا      |
| 2ª        | femm.                | daʿaw-tunna | ta-dʿū-na              | ta-dʿū-na   | ta-dʿū-na | ta-dʿū-nānni | –           | u-dʿū-na   |
| 2ª        | femm.                | دَعَوْتُنَّ       | تَدْعُونَ                  | تَدْعُونَ       | تَدْعُونَ     | تَدْعُونَانِّ      | –           | اُدْعُونَ      |
| 3ª        | masc.                | daʿ-aw      | ya-dʿ-ūna              | ya-dʿ-ū     | ya-dʿ-ū   | ya-dʿ-unna   | ya-dʿ-un    | –          |
| 3ª        | masc.                | دَعَوْا        | يَدْعُونَ                  | يَدْعُوا       | يَدْعُوا     | َيَدْعُنَّ         | ْيَدْعُن        | –          |
| 3ª        | femm.                | daʿaw-na    | ya-dʿū-na              | ya-dʿū-na   | ya-dʿū-na | ya-dʿū-nānni | –           | –          |
| 3ª        | femm.                | دَعَوْنَ        | يَدْعُونَ                  | يَدْعُونَ       | يَدْعُونَ     | يَدْعُونَانِّ      | –           | –          |

I verbi di questo tipo si comportano nello stesso modo di quelli (فعى (يفعي faʿā (yafʿī). Le irregolarità si trovano negli stessi casi, e ancora hanno due temi in entrambi i tempi passato e non-passato, con gli stessi temi impiegati negli stessi casi:
- nel passato, il tema pieno è دعوـ daʿaw-, abbreviato in دعـ daʿ-.
- nel non-passato, il tema pieno è دعوـ dʿuw-, reso دعوـ dʿū- quando non si trova davanti a una vocale, mentre viene abbreviato in دعـ dʿ- prima di ـُو، ـِي -ū -ī.

Dal punto di vista ortografico notiamo:
- nella terza persona maschile singolare del passato, la regolare ا alif appare in luogo dell'alif maqṣūrah: quindi دَعَا e non *دَعَى.
- l'alif wiqaya appare solo dopo la و w finale del plurale e non altrove: quindi تَدْعُو 'tu (masc.) chiami (ind.)' ma تَدْعُوا 'voi (masc.) chiamate (cong.)', anche se sono entrambi pronunciati تدعو tadʿū.

##### فعي يفعىfaʿiya (yafʿā)
La tabella seguente mostra il paradigma di un tipico verbo difettivo (di terza debole) in I forma nasiya (yansā) 'dimenticare', parallelo ai verbi del tipo (فعل (يفعل faʿila (yafʿalu). Questi verbi differiscono in molti punti dai tipi esposti sopra.
|           |                      | Passato    | Non-passato Indicativo | Congiuntivo | Apocopato  | Energico I    | Energico II | Imperativo |
| Singolare | Singolare            | Singolare  | Singolare              | Singolare   | Singolare  | Singolare     | Singolare   | Singolare  |
| --------- | -------------------- | ---------- | ---------------------- | ----------- | ---------- | ------------- | ----------- | ---------- |
| 1ª        | 1ª                   | nasī-tu    | ’a-nsā                 | ’a-nsā      | ’a-nsa     | ’a-nsay-anna  | ’a-nsay-an  | –          |
| 1ª        | 1ª                   | نَسِيتُ       | أَنْسَى                   | أَنْسَى        | أَنْسَ        | َأَنْسَيَنَّ         | ْأَنْسَيَن       | –          |
| 2ª        | masc.                | nasī-ta    | ta-nsā                 | ta-nsā      | ta-nsa     | ta-nsay-anna  | ta-nsay-an  | i-nsa      |
| 2ª        | masc.                | نَسِيتَ       | تَنْسَى                   | تَنْسَى        | تَنْسَ        | َتَنْسَيَنَّ         | ْتَنْسَيَن       | اِنْسَ        |
| 2ª        | femm.                | nasī-ti    | ta-nsa-yna             | ta-nsa-y    | ta-nsa-y   | ta-nsa-yinna  | ta-nsa-yin  | i-nsa-y    |
| 2ª        | femm.                | نَسِيتِ       | تَنْسَيْنَ                  | تَنْسَيْ        | تَنْسَيْ       | َتَنْسَيِنَّ         | ْتَنْسَيِن       | اِنْسَيْ       |
| 3ª        | masc.                | nasiy-a    | ya-nsā                 | ya-nsā      | ya-nsa     | ya-nsay-anna  | ya-nsay-an  | –          |
| 3ª        | masc.                | نَسِيَ        | يَنْسَى                   | يَنْسَى        | يَنْسَ        | َيَنْسَيَنَّ         | ْيَنْسَيَن       | –          |
| 3ª        | femm.                | nasiy-at   | ta-nsā                 | ta-nsā      | ta-nsa     | ta-nsay-anna  | ta-nsay-an  | –          |
| 3ª        | femm.                | نَسِيَتْ       | تَنْسَى                   | تَنْسَى        | تَنْسَ        | َتَنْسَيَنَّ         | ْتَنْسَيَن       | –          |
| Duale     |                      |            |                        |             |            |               |             |            |
| 2ª        | maschile e femminile | nasī-tumā  | ta-nsay-āni            | ta-nsay-ā   | ta-nsay-ā  | ta-nsay-ānni  | –           | i-nsay-ā   |
| 2ª        | maschile e femminile | نَسِيتُمَا     | تَنْسَيَانِ                 | تَنْسَيَا       | تَنْسَيَا      | تَنْسَيَانِّ        | –           | اِنْسَيَا      |
| 3ª        | masc.                | nasiy-ā    | ya-nsay-āni            | ya-nsay-ā   | ya-nsay-ā  | ya-nsay-ānni  | –           | –          |
| 3ª        | masc.                | نَسِيَا       | يَنْسَيَانِ                 | يَنْسَيَا       | يَنْسَيَا      | يَنْسَيَانِّ        | –           | –          |
| 3ª        | femm.                | nasiy-atā  | ta-nsay-āni            | ta-nsay-ā   | ta-nsay-ā  | ta-nsay-ānni  | –           | –          |
| 3ª        | femm.                | نَسِيَتَا      | تَنْسَيَانِ                 | تَنْسَيَا       | تَنْسَيَا      | تَنْسَيَانِّ        | –           | –          |
| Plurale   |                      |            |                        |             |            |               |             |            |
| 1ª        | 1ª                   | nasī-nā    | na-nsā                 | na-nsā      | na-nsa     | na-nsay-anna  | na-nsay-an  | –          |
| 1ª        | 1ª                   | نَسِينَا      | نَنْسَى                   | نَنْسَى        | نَنْسَ        | َنَنْسَيَنَّ         | ْنَنْسَيَن       | –          |
| 2ª        | masc.                | nasī-tum   | ta-nsa-wna             | ta-nsa-w    | ta-nsa-w   | ta-nsa-wunna  | ta-nsa-wun  | i-nsa-w    |
| 2ª        | masc.                | نَسِيتُمْ      | تَنْسَوْنَ                  | تَنْسَوْا       | تَنْسَوْا      | َتَنْسَوُنَّ         | ْتَنْسَوُن       | اِنْسَوْا      |
| 2ª        | fem.                 | nasī-tunna | ta-nsay-na             | ta-nsay-na  | ta-nsay-na | ta-nsay-nānni | –           | i-nsay-na  |
| 2ª        | fem.                 | نَسِيتُنَّ      | تَنْسَيْنَ                  | تَنْسَيْنَ       | تَنْسَيْنَ      | تَنْسَيْنَانِّ       | –           | اِنْسَيْنَ      |
| 3ª        | masc.                | nas-ū      | ya-nsa-wna             | ya-nsa-w    | ya-nsa-w   | ya-nsa-wunna  | ya-nsa-wun  | –          |
| 3ª        | masc.                | نَسُوا       | يَنْسَوْنَ                  | يَنْسَوْا       | يَنْسَوْا      | َيَنْسَوُنَّ         | ْيَنْسَوُن       | –          |
| 3ª        | femm.                | nasī-na    | ya-nsay-na             | ya-nsay-na  | ya-nsay-na | ya-nsay-nānni | –           | –          |
| 3ª        | femm.                | نَسِينَ       | يَنْسَيْنَ                  | يَنْسَيْنَ       | يَنْسَيْنَ      | يَنْسَيْنَانِّ       | –           | –          |

Temi multipli
Questa variante è un po' differente da quelle con ـِي -ī o ـُو -ū nel non-passato. Come negli altri verbi di terza debole, ci sono vari temi sia nel passato che nel non-passato, un tema pieno composto che segue le normali regole e uno o più abbreviati.
- in questo caso, solo una forma del passato usa il tema abbreviato: نسوـ nas-ū 'essi dimenticarono'. Tutte le altre forme si costruiscono regolarmente utilizzando il tema pieno نسيـ nasiy- o la sua variante preconsonantica automatica نسيـ nasī-.
- nel non-passato, tuttavia, ci sono almeno tre differenti temi:

1. Il tema pieno نسيـ -nsay- si trova prima di -a/ā- o ـنـ -n-., ossia davanti alle terminazioni del duale, poiché le desinenze del femminile plurale e dell'energico corrispondono alle forme senza terminazioni dell'apocopato.
2. Il tema modificato نساـ -nsā si trova nelle forme "senza terminazione" (cioè nel maschile e nel singolare di genere comune, più la prima plurale). Come di solito nei verbi difettivi, si abbrevia in نسـ -nsa nell'apocopato. Queste forme sono evidenziate in rosso.
3. Prima delle desinenze che terminano normalmente in -i/ī- or -u/ū-, esse e il tema si combinano in una forma abbreviata: ad esempio, ci si aspetterebbe تنسين *ta-nsay-īna 'tu (femm. sg.) dimentichi', تنسيون *ta-nsay-ūna 'voi (masc. pl.) dimenticate' invece dei corretti تنسين ta-nsayna, تنسون ta-nsawna rispettivamente. Nella tabella precedente si è scelto di suddividerli in تنسين ta-nsa-yna, تنسون ta-nsa-wna, in modo da suggerire che un tema abbreviato ـنسـ -nsa- si combini con le terminazioni irregolari (compresse) ـين -yna < ـين *-īna, ـون -wna < ـون *-ūna. Similmente si comporta anche il congiuntivo/apocopato تنسوا ta-nsaw < تنسيوا *ta-nsay-ū; ma notare l'energico تنسون ta-nsa-wunna < تنسين *ta-nsay-unna, dove originale ـيـ *-yu si è assimilato a ـوـ -wu-. In accordo con l'analisi precedente, analizziamo questa forma come تنسون ta-nsa-wunna, con una terminazione irregolare ـون -wunna nell'energico dove una semiconsonante si è sviluppata dopo la vocale precedente. Comunque, dal momento che tutti i modi in questo caso hanno una forma che contiene ـنسوـ -nsaw-, un altro tipo di analisi potrebbe considerare ـنسوـ -nsaw e ـنسيـ -nsay- come temi. Queste forme sono evidenziate in giallo.

Terminazioni irregolari
Le terminazioni sono sostanzialmente regolari, ma alcune, nel passato, sono irregolari; in particolare:
- le terminazioni del passato nelle parti "senza suffisso" del paradigma (in gran parti pertinenti al maschile singolare o al singolare di genere combinato). Nell'indicativo e nel congiuntivo appare il tema modificato ـنساـ -nsā, ed è abbreviato in ـنسـ -nsa nell'apocopato. Nelle forme appare in realtà regolare; ciò che è irregolare è la mancanza della -u che solitamente caratterizza l'indicativo. Nell'apocopato, invece, il tema assume un'unica forma abbreviata ـنسـ -nsa, che una vocale breve non mostrata nella scrittura araba.
- nelle forme che dovrebbero normalmente avere i suffissi -i/ī- o -u/ū- il tema e i suffissi si combinano in ـنسيـ -nsay-, ـنسوـ -nsaw-. Queste forme sono qui analizzate come composte da un tema abbreviato ـنسـ -nsa- più una terminazione irregolare (abbreviata o assimilata).

### Radici geminate
La tabella seguente mostra il paradigma di un tipico verbo geminato (o contratto) in I forma (مد (يمد madda (yamuddu) 'allungare', parallelo ai verbi del tipo (فعل (يفعل faʿala (yafʿulu). Vedi le note sotto la tabella per ulteriori spiegazioni.
|           |                      | Passato     | Non-passato Indicativo | Congiuntivo | Apocopato                     | Energico I    | Energico II | Imperativo             |
| Singolare | Singolare            | Singolare   | Singolare              | Singolare   | Singolare                     | Singolare     | Singolare   | Singolare              |
| --------- | -------------------- | ----------- | ---------------------- | ----------- | ----------------------------- | ------------- | ----------- | ---------------------- |
| 1ª        | 1ª                   | madad-tu    | ʾa-mudd-u              | ʾa-mudd-a   | ʾa-mudd-a, ʾa-mudd-i, ʾa-mdud | ʾa-mudd-anna  | ʾa-mudd-an  | –                      |
| 1ª        | 1ª                   | مَدَدْتُ        | أَمُدُّ                    | أَمُدَّ         | أَمُدَّ, أَمُدِّ, أَمْدُدْ                | أَمُدَّنَّ          | أَمُدَّنْ        | –                      |
| 2ª        | masc.                | madad-ta    | ta-mudd-u              | ta-mudd-a   | ta-mudd-a, ta-mudd-i, ta-mdud | ta-mudd-anna  | ta-mudd-an  | mudd-a, mudd-i, u-mdud |
| 2ª        | masc.                | مَدَدْتَ        | تَمُدُّ                    | تَمُدَّ         | تَمُدَّ, تَمُدِّ, تَمْدُدْ                | تَمُدَّنَّ          | تَمُدَّنْ        | مُدَّ, مُدِّ, اُمْدُدْ           |
| 2ª        | femm.                | madad-ti    | ta-mudd-īna            | ta-mudd-ī   | ta-mudd-ī                     | ta-mudd-inna  | ta-mudd-in  | mudd-ī                 |
| 2ª        | femm.                | مَدَدْتِ        | تَمُدِّينَ                  | تَمُدِّي        | تَمُدِّي                          | تَمُدِّنَّ          | تَمُدِّنْ        | مُدِّي                    |
| 3ª        | masc.                | madd-a      | ya-mudd-u              | ya-mudd-a   | ya-mudd-a, ya-mudd-i, ya-mdud | ya-mudd-anna  | ya-mudd-an  | –                      |
| 3ª        | masc.                | مَدَّ          | يَمُدُّ                    | يَمُدَّ         | يَمُدَّ, يَمُدِّ, يَمْدُدْ                | يَمُدَّنَّ          | يَمُدَّنْ        | –                      |
| 3ª        | femm.                | madd-at     | ta-mudd-u              | ta-mudd-a   | ta-mudd-a, ta-mudd-i, ta-mdud | ta-mudd-anna  | ta-mudd-an  | –                      |
| 3ª        | femm.                | مَدَّتْ         | تَمُدُّ                    | تَمُدَّ         | تَمُدَّ, تَمُدِّ, تَمْدُدْ                | تَمُدَّنَّ          | تَمُدَّنْ        | –                      |
| Duale     |                      |             |                        |             |                               |               |             |                        |
| 2ª        | maschile e femminile | madad-tumā  | ta-mudd-āni            | ta-mudd-ā   | ta-mudd-ā                     | ta-mudd-ānni  | –           | mudd-ā                 |
| 2ª        | maschile e femminile | مَدَدْتُمَا      | تَمُدَّانِ                  | تَمُدَّا        | تَمُدَّا                          | تَمُدَّانِّ         | –           | مُدَّا                    |
| 3ª        | masc.                | madd-ā      | ya-mudd-āni            | ya-mudd-ā   | ya-mudd-ā                     | ya-mudd-ānni  | –           | –                      |
| 3ª        | masc.                | مَدَّا         | يَمُدَّانِ                  | يَمُدَّا        | يَمُدَّا                          | يَمُدَّانِّ         | –           | –                      |
| 3ª        | femm.                | madd-atā    | ta-mudd-āni            | ta-mudd-ā   | ta-mudd-ā                     | ta-mudd-ānni  | –           | –                      |
| 3ª        | femm.                | مَدَّتَا        | تَمُدَّانِ                  | تَمُدَّا        | تَمُدَّا                          | تَمُدَّانِّ         | –           | –                      |
| Plurale   |                      |             |                        |             |                               |               |             |                        |
| 1ª        | 1ª                   | madad-nā    | na-mudd-u              | na-mudd-a   | na-mudd-a, na-mudd-i, na-mdud | na-mudd-anna  | na-mudd-an  | –                      |
| 1ª        | 1ª                   | مَدَدْنَا       | نَمُدُّ                    | نَمُدَّ         | نَمُدَّ, نَمُدِّ, نَمْدُدْ                | نَمُدَّنَّ          | نَمُدَّنْ        | –                      |
| 2ª        | masc.                | madad-tum   | ta-mudd-ūna            | ta-mudd-ū   | ta-mudd-ū                     | ta-mudd-unna  | ta-mudd-un  | mudd-ū                 |
| 2ª        | masc.                | مَدَدْتُمْ       | تَمُدُّونَ                  | تَمُدُّوا       | تَمُدُّوا                         | تَمُدُّنَّ          | تَمُدُّنْ        | مُدُّوا                   |
| 2ª        | femm.                | madad-tunna | ta-mdud-na             | ta-mdud-na  | ta-mdud-na                    | ta-mdud-nānni | –           | umdud-na               |
| 2ª        | femm.                | مَدَدْتُنَّ       | تَمْدُدْنَ                  | تَمْدُدْنَ       | تَمْدُدْنَ                         | تَمْدُدْنَانِّ       | –           | اُمْدُدْنَ                  |
| 3ª        | masc.                | madd-ū      | ya-mudd-ūna            | ya-mudd-ū   | ya-mudd-ū                     | ya-mudd-unna  | ya-mudd-un  | –                      |
| 3ª        | masc.                | مَدُّوا        | يَمُدُّونَ                  | يَمُدُّوا       | يَمُدُّوا                         | يَمُدُّنَّ          | يَمُدُّنْ        | –                      |
| 3ª        | femm.                | madad-na    | ya-mdud-na             | ya-mdud-na  | ya-mdud-na                    | ya-mdud-nānni | –           | –                      |
| 3ª        | femm.                | مَدَدْنَ        | يَمْدُدْنَ                  | يَمْدُدْنَ       | يَمْدُدْنَ                         | يَمْدُدْنَانِّ       | –           | –                      |

Tutti i verbi geminati sono coniugati in modo simile. Le terminazioni sono per la maggior parte identiche a quelle dei verbi sani, ma in questo caso ci sono due temi (uno regolare e uno modificato) sia nel passato che nel non passato. I temi regolari sono uguali a quelli dei verbi sani, mentre i temi modificati hanno le due consonanti finali unite in una consonante geminata e la vocale che dovrebbe trovarsi fra queste si sposta prima della consonante geminata. Nel verbo esposto qui sopra (مد (يمد madda (yamuddu) 'allungare' (qualcosa), i temi del passato sono مددـ madad- (regolare), مدـ madd- (modificato), mentre quelli del non-passato sono مددـ mdud- (regolare), مدـ mudd-i (modificato). Nella tabella le occorrenze del tema regolare del passato sono evidenziate in grigio, mentre quelle del tema regolare del passato sono in giallo; nelle altre caselle troviamo il tema modificato.
Nella maggior parte dell'imperativo non è necessaria nessuna vocale iniziale perché il tema modificato del non-passato non inizia con due consonanti.
La caratteristica di avere due temi per ciascun tempo, uno per le terminazioni in vocale e un altro altrove, si ritrova in tutti i vari tipi di debolezza.
Seguendo le regole qui sopra descritte, l'apocopato, senza terminazioni, avrebbe la forma تمدد tamdud, mentre le forme corrispondenti dell'indicativo e del congiuntivo sarebbero تمد tamuddu, تمد tamudda. Da ciò si ricava che, per i verbi geminati in particolare, c'è una tendenza ad armonizzare queste forme aggiungendo una vocale all'apocopato, di solito una a, talvolta una i. Queste sono le uniche terminazioni irregolari in questi paradigmi, e sono state indicate in grassetto. Allo stesso modo, l'imperativo singolare maschile ha molte forme, basate sulle varie forme dell'apocopato.
Questi sono i vari tipi di verbi geminati in I forma:
| Tema modificato del passato (3ª sg. masc.) | Tema regolare del passato (3ª plur. femm.) | Tema modificato del non-passato (3ª sg. masc.) | Tema regolare del non-passato (3ª plur. femm.) | Significato | Verbo sano parallelo        |
| ------------------------------------------ | ------------------------------------------ | ---------------------------------------------- | ---------------------------------------------- | ----------- | --------------------------- |
| مَدَّ madd-a                                  | مَدَدْنَ madad-na                              | يَمُدُّ ya-mudd-u                                  | يَمْدُدْنَ ya-mdud-na                               | 'allungare' | (فَعَلَ (يَفْعُلُ faʿala (yafʿulu) |
| تَمَّ tamm-a                                  | تَمَمْنَ tamam-na                              | يَتِمُّ ya-timm-u                                  | يَتْمِمْنَ ya-tmim-na                               | 'finire'"   | (فَعَلَ (يَفْعِلُ faʿala (yafʿilu) |
| ظَلَّ ẓall-a                                  | ظَلِلْنَ ẓalil-na                              | يَظَلُّ ya-ẓall-u                                  | يَظْلَلْنَ ya-ẓlal-na                               | 'restare'   | (فَعِلَ (يَفْعَلُ faʿila (yafʿalu) |

## Formazione dei temi derivati (le "forme derivate")
La morfologia del verbo arabo prevede aumenti della radice, conosciuti come forme derivate, un esempio delle forme derivate che si ritrovano nelle lingue semitiche. Per un tipico verbo basato su una radice trilittera (ossia una radice formata da tre consonanti), la forma base è detta I forma, mentre quelle aumentate II forma, III forma, ecc. Le forme normalmente utilizzate vanno dalla I alla X; le forme dalla XI alla XV sono rare o obsolete. Le forme IX e XI sono usate solo con radici aggettivali che si riferiscono a colori e a difetti fisici (ad esempio "rosso", "blu", "cieco", "sordo", ecc.) e sono verbi stativi che hanno il significato di "essere X" o "diventare X" (ad esempio, la IX forma iḥmarra 'essere rosso, diventare rosso, arrossire' o l'XI forma iḥmārra, con lo stesso significato). Sebbene la struttura che una data radice assume in un particolare aumento sia prevedibile, non lo è invece il suo significato (sebbene molti aumenti siano associati a uno o più significati "usuali" o prototipici) e non tutti gli aumenti sono possibili per una data radice. Da questo si ricava che gli aumenti sono parte del sistema di morfologia derivazionale e non del sistema flessivo.
La costruzione di una data forma aumentata è normalmente indicata tramite la radice modello f–ʿ–l (ف ع ل), presa in prestito dal verbo faʿala 'fare'. Siccome in arabo non esiste un diretto equivalente dell'infinito presente nelle lingue occidentali, la forma della terza persona singolare maschile è utilizzata come forma di citazione di un dato verbo, ossia la forma che si trova nei dizionari e che viene utilizzata per la discussione grammaticale. Per questo, la parola faʿala accennata sopra ha come significato 'egli fece', ma si traduce 'fare' quando è usata come forma di citazione.
Esistono inoltre verbi costruiti da radici quadrilittere (cioè di quattro consonanti). Ci sono quattro forme aumentate per questi verbi, simili alle forme II, V, VII e IX dei verbi trilitteri, indicate come Iq, IIq, IIq, IVq. Le forme IIIq e IVq sono alquanto rare. La costruzione di questi verbi è data solitamente per mezzo del verbo modello faʿlala. La scelta di questo particolare verbo è in questo caso poco soddisfacente, perché la terza e la quarta consonante di un vero verbo quadrlittero non sono uguali; questo si rivela essere un problema nella IV forma, per la quale nelle tabelle seguenti si usa il verbo modello faʿlaqa.
Alcune grammatiche, specialmente quelle delle varietà di arabo parlato, preferiscono altre radici modello. Ad esempio, Wallace M. Erwin in A Short Reference Grammar of Iraqi Arabic utilizza فمل FaMaLa e فستل FaSTaLa per le radici, rispettivamente, trilittere e quadrilittere (le lettere F-M-L stanno per first, middle, last, mentre F-S-T-L stanno per first, second, third, last). Solitamente le consonanti radicali sono scritte in maiuscolo.
L'uso di associare le forme aumentate con i numeri romani è una creazione degli studi occidentali. Nella tradizione grammaticale araba non sono numerate e si preferisce invece chiamarle con la forma di citazione; ad esempio, la V forma viene detta semplicemente "forma tafaʿʿala".
| Verbi                  | Verbi                      | Verbi                     | Verbi                  | Verbi                      | Verbi              | Forme nominali    | Forme nominali     | Forme nominali                                                                           | Significati tipici, note | Esempi |
|                        | Attivo                     | Attivo                    | Attivo                 | Passivo                    | Passivo            | Participio attivo | Participio passivo | Nome verbale                                                                             | Significati tipici, note | Esempi |
| Passato (3ª sg. masc.) | Non-passato (3ª sg. masc.) | Imperativo (2ª sg. masc.) | Passato (3ª sg. masc.) | Non-passato (3ª sg. masc.) | sg. masc.          | sg. masc.         | sg. masc.          |                                                                                          | Significati tipici, note | Esempi |
| ---------------------- | -------------------------- | ------------------------- | ---------------------- | -------------------------- | ------------------ | ----------------- | ------------------ | ---------------------------------------------------------------------------------------- | --- | --- |
| I                      | فَعَلَ faʿala                 | يَفْعُلُ yafʿulu              | اُفْعُلْ ufʿul             | فُعِلَ fuʿila                 | يُفْعَلُ yufʿalu       | فَاعِل fāʿil        | مَفْعول mafʿūl       | فَعْل faʿl, فُعُول fuʿūl, فِعْل fiʿl, (فُعْل(ة fuʿl(a), (فَعَال(ة faʿāl(a), (فِعَال(ة fiʿāl(a), ecc. | forma base del verbo | (كتب (يكتب kataba (yaktubu) 'scrivere"; (دخل (يدخل daḫala (yadḫulu) 'entrare'; (درس (يدرس darasa (yadrusu) 'studiare"; (قتل (يقتل qatala (yaqtulu) 'uccidere' |
| I                      | فَعَلَ faʿala                 | يَفْعِلُ yafʿilu              | اِفْعِلْ ifʿil             | فُعِلَ fuʿila                 | يُفْعَلُ yufʿalu       | فَاعِل fāʿil        | مَفْعول mafʿūl       | فَعْل faʿl, فُعُول fuʿūl, فِعْل fiʿl, (فُعْل(ة fuʿl(a), (فَعَال(ة faʿāl(a), (فِعَال(ة fiʿāl(a), ecc. | forma base del verbo | (حمل (يحمل ḥamala (yaḥmilu) 'portare'; (قدر (يقدر qadara (yaqdiru) 'essere in grado'; (عرف (يعرف ʿarafa (yaʿrifu) 'conoscere'; (جلس (يجلس ǧalasa (yaǧlisu) 'sedere' |
| I                      | فَعَلَ faʿala                 | يَفْعَلُ yafʿalu              | اِفْعَلْ ifʿal             | فُعِلَ fuʿila                 | يُفْعَلُ yufʿalu       | فَاعِل fāʿil        | مَفْعول mafʿūl       | فَعْل faʿl, فُعُول fuʿūl, فِعْل fiʿl, (فُعْل(ة fuʿl(a), (فَعَال(ة faʿāl(a), (فِعَال(ة fiʿāl(a), ecc. | solitamente con una consonante gutturale (ʾ, ʿ, h, ḥ) in seconda o terza posizione | (قطع (يقطع qaṭaʿa (yaqṭaʿu) 'tagliare'; (قرأ (يقرأ qaraʾa (yaqraʾu) "leggere"; (ظهر (يظهر ẓahara (yaẓharu) 'sembrare'; (بحث (يبحث baḥaṯa (yabḥaṯu) 'cercare' |
| I                      | فَعِلَ faʿila                 | يَفْعَلُ yafʿalu              | اِفْعَلْ ifʿal             | فُعِلَ fuʿila                 | يُفْعَلُ yufʿalu       | فَاعِل fāʿil        | مَفْعول mafʿūl       | فَعْل faʿl, فُعُول fuʿūl, فِعْل fiʿl, (فُعْل(ة fuʿl(a), (فَعَال(ة faʿāl(a), (فِعَال(ة fiʿāl(a), ecc. | spesso sono verbi stativi (condizioni temporanee) | (فهم (يفهم fahima (yafhamu) 'capire'; (ركب (يركب rakiba (yarkabu) 'cavalcare'; (شرب (يشرب šariba (yašrabu) 'bere'; (لبس (يلبس labisa (yalbasu) 'indossare' |
| I                      | فَعِلَ faʿila                 | يَفْعِلُ yafʿilu              | اِفْعِلْ ifʿil             | فُعِلَ fuʿila                 | يُفْعَلُ yufʿalu       | فَاعِل fāʿil        | مَفْعول mafʿūl       | فَعْل faʿl, فُعُول fuʿūl, فِعْل fiʿl, (فُعْل(ة fuʿl(a), (فَعَال(ة faʿāl(a), (فِعَال(ة fiʿāl(a), ecc. | spesso sono verbi stativi (condizioni temporanee); rari eccetto con و w iniziale (che sparisce nel non-passato)                                                                        | (حسب (يحسب ḥasiba (yaḥsibu) 'stimare'; (وثق (يثق waṯiqa (yaṯiqu) 'avere fiducia' |
| I                      | فَعُلَ faʿula                 | يَفْعُلُ yafʿulu              | اُفْعُلْ ufʿul             | فُعِلَ fuʿila                 | يُفْعَلُ yufʿalu       | فَاعِل fāʿil        | مَفْعول mafʿūl       | فَعْل faʿl, فُعُول fuʿūl, فِعْل fiʿl, (فُعْل(ة fuʿl(a), (فَعَال(ة faʿāl(a), (فِعَال(ة fiʿāl(a), ecc. | solo con verbi stativi (solo condizioni permanenti) | (كبر (يكبر kabura (yakburu) 'diventare grande'; (كثر (يكثر kaṯura (yakṯuru) 'essere numeroso'; (بعد (يبعد baʿuda (yabʿudu) 'essere lontano (da)'; (كرم (يكرم karuma (yakrumu) 'essere/diventare nobile' |
| II                     | فَعَّلَ faʿʿala                | يُفَعِّلُ yufaʿʿilu            | فَعِّلْ faʿʿil             | فُعِّلَ fuʿʿila                | يُفَعِّلُ yufaʿʿalu     | مُفَعِّل mufaʿʿil     | مُفَعَّل mufaʿʿal      | تَفْعِيل tafʿīl                                                                             | causativo e intensivo; denominativo; transitivo della I forma. | كتّب kattaba 'far scrivere (qualcosa a qualcuno)'; دخّل daḫḫala 'portare dentro (qualcuno/qualcosa)'; درّس darrasa 'insegnare'; قتّل qattala 'massacrare'; حمّل ḥammala 'imporre'; عرّف ʿarrafa 'annunciare, informare'; قطّع qaṭṭaʿa "tagliare a pezzi" |
| III                    | فاعَلَ fāʿala                | يُفَاعِلُ yufāʿilu            | فَاعِلْ fāʿil             | فُوعِلَ fūʿila                | يُفَاعَلُ yufāʿalu     | مُفَاعِل mufāʿil     | مُفَاعَل mufāʿal      | مُفَاعَلة، فِعَالة mufāʿalah, fiʿāl                                                           | i verbi in questa forma richiedono un oggetto diretto che spesso è "con" e a volte "contro".                                                                                           | كاتب kātaba 'scrivere a, avere corrispondenza con (qualcuno)'; داخل dāḫala 'abbattersi su (qualcuno)'; دارس dārasa 'studiare con (qualcuno)'; قاتل qātala 'combattere'; جالس ǧālasa 'sedere (con qualcuno), tenere compagnia (a qualcuno)'; قاطع qāṭaʿa 'dissociarsi (da), interrompere, troncare i rapporti (con qualcuno)'                                                                              |
| IV                     | أَفْعَلَ afʿala                | يُفْعِلُ yufʿilu              | أَفْعِلْ afʿil             | أُفْعِلَ ufʿila                | يُفْعَلُ yufʿalu       | مُفْعِل mufʿil       | مُفْعَل mufʿal        | إِفْعَال ifʿāl                                                                              | solitamente transitivo e causativo della I forma (questa forma non ha significato intransitivo).                                                                                       | أكتب aktaba 'dettare'; أدخل adḫala 'portare dentro (qualcuno), portare fuori (qualcosa)'; أقدر aqdara 'permettere'; أجلس aǧlasa 'sedere'; أقطع aqṭaʿa 'far troncare (un rapporto a qualcuno), separarsi dalla compagnia, assegnare un feudo' |
| V                      | تَفَعَّلَ tafaʿʿala             | يَتَفَعَّلُ yatafaʿʿalu         | تَفَعَّلْ tafaʿʿal          | تُفُعِّلَ tufuʿʿila             | يُتَفَعَّلُ yutafaʿʿalu  | مُتَفَعِّل mutafaʿʿil  | مُتَفَعَّل mutafaʿʿal   | تَفَعُّل tafaʿʿul                                                                            | solitamente riflessivo della II forma. | تدخّل tadakhkhala 'interferire, disturbare'; تدرّس tadarrasa 'imparare'; تحمّل taḥammala 'sopportare, subire'; تعرّف taʿarrafa 'familiarizzare (con qualcuno), incontrare'; تقطّع taqaṭṭaʿa 'essere tagliato fuori, essere interrotto, essere intermittente' |
| VI                     | تَفاعَلَ tafāʿala             | يَتَفاعَلُ yatafāʿalu         | تَفاعَلْ tafāʿal          | تُفوعِلَ tufūʿila             | يُتَفاعِلُ yutafāʿalu  | مُتَفاعِل mutafāʿil  | مُتَفَاعَل mutafāʿal   | تَفَاعُل tafāʿul                                                                            | reciproco della III forma; anche "far finta di" | تكاتب takātaba 'scriversi reciprocamente'; تداخل tadāḫala 'interferire, immichiarsi'; تدارس tadārasa 'studiare accuratamente con qualcuno'; تقاتل taqātala 'combattere con qualcuno'; تحامل taḥāmala 'maltrattare, essere prevenuto'; تعارف taʿarrafa 'familiarizzare a vicenda, venire a sapere (qualcosa)'; تقاطع taqāṭaʿa 'separare la compagnia, interrompere le relazioni, intersecarsi (di strade)' |
| VII                    | اِنْفَعَلَ infaʿala             | يَنْفَعِلُ yanfaʿilu           | اِنْفَعِلْ infaʿil          | اُنْفَعِلَ (unfuʿila)           | يُنْفَعَلُ (yunfaʿalu)  | مُنْفَعِل munfaʿil    | مُنْفَعَل munfaʿal     | اِنْفِعَال infiʿāl                                                                           | anticausativo della I forma; | انكتب inkataba 'firmare'; انقطع inqaṭaʿa 'essere estromesso, cessare, sospendere' |
| VIII                   | اِفْتَعَلَ {iftaʿala)           | يَفْتَعِلُ yaftaʿilu           | اِفْتَعِلْ iftaʿil          | اُفْتُعِلَ uftuʿila             | يُفْتَعَلُ yuftaʿalu    | مُفْتَعِل muftaʿil    | مُفْتَعَل muftaʿal     | اِفْتِعَال iftiʿāl                                                                           | reflessivo della I forma; spesso le variazioni di significato non sono prevedibili | اكتتب iktataba 'copiare (qualcosa), venire registrato'; اقتتل iqtatala 'combattere (con)'; احتمل iḥtamala 'portare via, sopportare, permettere'; اقطدر iqtadara 'essere in grado'; iʿtarafa 'confessare, riconoscere'; ; اقتطع iqtaṭaʿa 'prendere una parte (di qualcosa), strappare, dedurre' |
| IX                     | اِفْعَلَّ ifʿalla               | يَفْعَلُّ yafʿallu             | اِفْعَلِلْ ifʿalil          | (اُفْعُلَّ) (ufʿulla)           | (يُفْعَلُّ) (yufʿallu)  | مُفْعَلّ mufʿall      | —                  | اِفْعِلَال ifʿilāl                                                                           | stativo ("essere X", "diventare X"), specialmente con colori (ad esempio "rosso", "blu") e difetti fisici.                                                                             | احمرّ iḥmarra 'diventare rosso, arrossire'; اسودّ iswadda 'essere/diventare nero'; اصفرّ iṣfarra 'diventare giallo, impallidire'; احولّ iḥwalla 'essere strabico' |
| X                      | اِسْتَفْعَلَ istafʿala           | يَسْتَفْعِلُ yastafʿilu         | اِسْتَفْعِلْ istafʿil        | اُسْتُفْعِلَ ustufʿila           | يُسْتَفْعَلُ yustafʿalu  | مُسْتَفْعِل mustafʿil  | مُسْتَفْعَل mustafʿal   | اِسْتِفْعَال istifʿāl                                                                         | "chiedere di X"; "volere (+ infinito)"; "considerare (qualcuno) essere X"; causativo, e talvolta autocausativo; talvolta il significato cambia in modo imprevedibile                   | استكتب istaktaba 'chiedere (a qualcuno) di scrivere (qualcosa)'; استقتل istaqtala 'mettere a rischio la vita'; استقدر istaqdara 'chiedere (a Dio) forza o abilità'; استعرف istaʿrafa 'riconoscere'; استقطع istaqṭaʿa 'richiedere come feudo' |
| XI                     | اِفْعَالَّ ifʿālla              | يَفْعالُّ yafʿāllu            | اِفْعالِلْ ifʿālil         | —                          | —                  | مُفْعَالّ mufʿāll     | —                  | اِفْعِيلَال ifʿīlāl                                                                          | raro eccetto in poesia; stesso significato della IX forma | احمارّ iḥmārra "diventare rosso, arrossire"; اصحابّ iṣhābba 'essere/diventare rossastro'; الهاجّ ilhāǧǧa 'raggelarsi' |
| XII                    | اِفْعَوْعَلَ ifʿawʿala           | يَفْعَوْعِلُ yafʿawʿilu         | اِفْعَوْعِلْ ifʿawʿil        | اُفْعُوعِلَ ufʿūʿila            | يُفْعَوْعَلُ yufʿawʿalu  | مُفْعَوْعِل mufʿawʿil  | مُفْعَوْعَل mufʿawʿal   | اِفْعِيعَال ifʿīʿāl                                                                          | molto rari, con significati specializzati; spesso stativi | احدودب iḥdawdaba 'essere convesso, essere gobbo'; اغدودن iġdawdana 'crescere lungo e folto (di capelli)'; احلولك iḥlawlaka 'essere nero come la pece'; اخشوشن iḫšawšana 'essere crudo, condurre una vita difficile' |
| XIII                   | اِفْعَوَّلَ ifʿawwala            | يَفْعَوِّلُ yafʿawwilu          | اِفْعَوِّلْ ifʿawwil         | اُفْعُوِّلَ ufʿuwwila            | يُفْعَوَّلُ yufʿawwalu   | مُفْعَوِّل mufʿawwil   | مُفْعَوَّل mufʿawwal    | اِفْعِوَّال ifʿiwwāl                                                                          | molto rari, con significati specializzati; spesso stativi | الجوّذ iǧlawwadha 'galoppare'; اعلوّط iʿlawwaṭa 'aggrapparsi al collo di (un cammello)' |
| XIV                    | اِفْعَنْلَلَ ifʿanlala           | يَفْعَنْلِلُ yafʿanlilu         | اِفْعَنْلِلْ ifʿanlil        | اُفْعُنْلِلَ ufʿunlil            | يُفْعَنْلَلُ yufʿanlalu  | مُفْعَنْلِل mufʿanlil  | مُفْعَنْلَل mufʿanlal   | اِفْعِنْلَال ifʿinlāl                                                                         | molto rari, con significati specializzati; spesso stativi | اقعنسس iqʿansasa 'avere il petto in fuori'; اقعندد iqʿandada 'resiedere'; اسحنكك isḥankaka 'diventare molto scuro' |
| XV                     | اِفْعَنْلَى ifʿanlā             | يَفْعَنْلَى yafʿanlā           | اِفْعَنْلَ ifʿanla          | اُفْعُنْلِيَ ufʿunliya           | يُفْعَنْلَى yufʿanlā    | مُفْعَنْلٍ mufʿanlin   | مُفْعَنْلًى mufʿanlan   | اِفْعِنْلَاع ifʿinlāʾ                                                                         | molto rari, con significati specializzati; spesso stativi | احرنبى iḥranbā 'diventare molto furioso'; اغرندى iġrandā 'maledire e colpire (qualcuno)' |
| Iq                     | فَعْلَقَ faʿlaqa               | يُفَعْلِقُ yufaʿliqu           | فَعْلِقْ faʿliq            | فُعْلِقَ fuʿliqa               | يُفَعْلَقُ yufaʿlaqu    | مُفَعْلِق mufaʿliq    | مُفَعْلَق mufaʿlaq     | فَعْلَقة faʿlaqat, occ. فَعْلَاق faʿlāq, فِعْلَاق fiʿlāq                                          | forma base, spesso transitiva o denominativa; simile alla II forma, ma il nome verbale è diverso; sono comuni le radici raddoppiate del tipo فعفع faʿfaʿa, talvolta anche فعفل faʿfala | دحرج daḥraǧa 'arrotolare (qualcosa)'; ترجم tarǧama 'tradurre, fare l'interprete'; هندس handasa 'progettare, fare un progetto'; بيطر bayṭara 'praticare la chirurgia veterinaria'; زلزل zalzala 'scuotere (qualcosa), atterrire'; وسوس waswasa 'sussurrare'; غرغر ġarġara "fare gargarismi" |
| IIq                    | تَفَعْلَقَ tafaʿlaqa            | يُتَفَعْلِقُ yatafaʿlaqu        | تَفَعْلِقْ tafaʿlaq         | تُفُعْلِقَ tufuʿliqa            | يُتَفَعْلَق yutafaʿlaqu | مُتَفَعْلِق mutafaʿliq | مُتَفَعْلَق mutafaʿlaq  | تَفَعْلُق tafaʿluq                                                                           | riflessivo della forma Iq; frequentativo intransitivo denominativo; simile alla V forma                                                                                                | تدحرج tadaḥraja 'arrotolare' (intrans.)'; تزلزل tazalzala 'scuotere (intrans.), tremare'; تفلسف tafalsafa 'filosofare' (< فيلسوفـ faylasūf- 'filosofo'); تمذهب tamaḏhaba 'seguire una setta' (< مذهبـ maḏhab- 'setta' < ذهب ḏahaba 'andare'); تقهقر taqahqara 'essere respinto' |
| IIIq                   | اِفْعَنْلَقَ ifʿanlaqa           | يَفْعَنْلِقُ yafʿanliqu         | اِفْعَنْلِقْ ifʿanliq        | اُفْعُنْلِقَ ufʿunliqa           | يُفْعَنْلَقُ yufʿanlaqu  | مُفْعَنْلِق mufʿanliq  | مُفْعَنْلَق mufʿanlaq   | اِفْعِنْلَاق ifʿinlāq                                                                         | rari | اخرنطم iḫranṭama 'essere orgoglioso' (cf. الخرطوم al-Ḫarṭūm 'Khartum') |
| IVq                    | اِفْعَلَقَّ ifʿalaqqa            | يَفْعَلِقُّ yafʿaliqqu          | اِفْعَلْقِقْ ifʿalqiq        | اُفْعُلِقَّ ufʿuliqqa            | يُفْعَلَقُّ yufʿalaqqu   | مُفْعَلِقّ mufʿaliqq   | مُفْعَلَقّ mufʿalaqq    | اِفْعِلْقَاق ifʿilqāq                                                                         | di solito intransitivi; piuttosto rari | اطمأنّ iṭmaʾanna 'essere tranquillo, calmo'; اضمحلّ iḍmaḥalla 'svanire, rimpicciolirsi'; اقشعرّ iqšaʿarra 'rabbrividire di terrore' |

Ogni forma può avere o la diatesi attiva o quella passiva nel passato e nel non-passato, ciò comporta che le forme riflessive siano diverse da quelle passive.
Da notale che il passivo delle forme I e V coincide. Non ci sono altre possibilità di confusione.

### Verbi sani
I verbi sani sono quelli senza irregolarità. I verbi irregolari sono detti deboli; generalmente ciò si verifica o (1) nei verbi in cui una delle consonanti radicali è و w, ي y o ﺀ ʾ (), oppure (2) nei verbi in cui la seconda e la terza consonante sono uguali.
Alcuni verbi che sarebbero classificati come deboli sono tuttavia coniugati come i verbi sani. Ciò accade, ad esempio:
- nella maggior parte dei casi quando la sola debolezza è rappresentata dalla hamza; l'irregolarità è nell'ortografia araba e non nella pronuncia, salvo pochi casi.
- nella maggior parte dei casi quando la debolezza è rappresentata dalla y come prima radicale (ossia verbi assimilati).
- in tutti i verbi della II, III, V e VI forma la cui sola debolezza è una و w o una ي y nella prima o nella seconda radicale, o anche entrambe.

### Assimilazioni nell'VIII forma
L'VIII forma ha una ـتـ -t- infissa nella radice, subito dopo la prima consonante radicale. Questa ـتـ -t- si assimila a certe consonanti coronali che costituiscono la prima consonante della radice. In particolare, nelle radici la cui prima consonante è د، ز، ث، ذ، ص، ط، ض، ظ d z ṯ ḏ ṣ ṭ ḍ ẓ la combinazione di radice e infisso ت t appare come دّ، زد، ثّ، ذّ، صط، طّ، ضط، ظّ dd zd ṯṯ ḏḏ ṣṭ ṭṭ ḍṭ ẓẓ: la t, cioè, assume l'enfasi delle consonanti enfatiche ص، ط، ض، ظ ṣ ṭ ḍ ẓ, la sonorità di د، ز d z e si assimila completamente alle consonanti interdentali ث، ذ، ظ ṯ ḏ ẓ. Il cluster ضط ḍṭ, come in اضطرّ iḍṭarra 'obbligare, costringere', è inaspettato tenendo conto della pronuncia moderna, dato che presenta una consonante sonora accanto a una sorda; ciò induce a pensare che ط ṭ fosse originariamente sonora, mentre ض ḍ fosse pronunciata come un'enfatica non di د d ma di un insolito suono laterale (ض ḍ era probabilmente una fricativa laterale alveolare sonora /ɮˤ/ o una simile affricata /dɮˤ/ or /dˡˤ/; vedi la voce sulla lettera ض ḍād).

### Verbi difettivi (di terza debole)
Oltre alla I forma attiva, c'è una sola forma possibile per ogni verbo, a prescindere che la terza consonante radicale sia و w o ي y. Tutti i verbi derivati difettivi hanno le stesse terminazioni attive del tipo (فعى (يفعي faʿā (yafʿī) eccetto nelle forme V e VI, che hanno invece le terminazioni del passato come il tipo (فعى (يفعي faʿā (yafʿī), ma quelle del non-passato come il tipo (فعي (يفعى faʿiya (yafʿā). Le terminazioni del passivo di tutti i verbi difettivi (sia di I forma che derivati) sono uguali al tipo (فعي (يفعى faʿiya (yafʿā). I nomi verbali hanno varie irregolarità: femminile nella II forma, della declinazione in -in per la V e VI forma, colpo di glottide invece di w/y nella radice nelle forme VII–X.
I participi attivi e passivi delle forme derivate dei verbi difettivi appartengono rispettivamente alla declinazione -in e a quella in -an.
I verbi difettivi in X forma sono alquanto rari. Heywood e Nahmad citano un verbo di questo tipo, iʿmāya 'essere/diventare cieco', che non segue la forma attesa اعميّ *iʿmayya. Essi citano inoltre un altrettanto raro verbo in XI forma اعمايّ iʿmāyya 'essere/diventare cieco' — stavolta con la costruzione attesa.
| Verbi                  | Verbi                              | Verbi                             | Verbi                  | Verbi                      | Verbi             | Forme nominali    | Forme nominali     | Forme nominali |
|                        | Attivo                             | Attivo                            | Attivo                 | Passivo                    | Passivo           | Participio attivo | Participio passivo | Nome verbale |
| Passato (3ª sg. masc.) | Non-passato (3ª sg. {masc.)        | Imperativo (2ª sg. masc.)         | Passato (3ª sg. masc.) | Non-passato (3ª sg. masc.) | sg. masc. nom.    | sg. masc. nom.    | sg. masc. nom.     | |
| ---------------------- | ---------------------------------- | --------------------------------- | ---------------------- | -------------------------- | ----------------- | ----------------- | ------------------ | --- |
| I                      | فَعَى faʿā                           | يَفْعِي yafʿī                        | اِفْعِ ifʿi               | فُعِيَ fuʿiya                 | يُفْعَى yufʿā        | فَاعٍ fāʿin         | مَفْعِيّ mafʿiyy       | فَعْي faʿy, فَعْو faʿw, فَعًى faʿan, فِعًى fiʿan, فَعَاء faʿāʾ, فَاعِية fāʿiya, فِعَاية fiʿāya, فَعَاوة faʿāwah, مَفْعَاة mafʿā, مَفْعِية mafʿiya, فُعْية fuʿya, فُعْوة fuʿwa, فُعُوْ fuʿuww, فُعْوَان fuʿwān, ecc. |
| I                      | فَعَا faʿā                           | يَفْعُو yafʿū                        | اُفْعُ ufʿu               | فُعِيَ fuʿiya                 | يُفْعَى yufʿā        | فَاعٍ fāʿin         | مَفْعُوّ mafʿuww       | فَعْي faʿy, فَعْو faʿw, فَعًى faʿan, فِعًى fiʿan, فَعَاء faʿāʾ, فَاعِية fāʿiya, فِعَاية fiʿāya, فَعَاوة faʿāwah, مَفْعَاة mafʿā, مَفْعِية mafʿiya, فُعْية fuʿya, فُعْوة fuʿwa, فُعُوْ fuʿuww, فُعْوَان fuʿwān, ecc. |
| I                      | فَعِيَ faʿiya                         | يَفْعَى yafʿā                        | اِفْعَ ifʿa               | فُعِيَ fuʿiya                 | يُفْعَى yufʿā        | فَاعٍ fāʿin         | مَفْعِيّ mafʿiyy       | فَعْي faʿy, فَعْو faʿw, فَعًى faʿan, فِعًى fiʿan, فَعَاء faʿāʾ, فَاعِية fāʿiya, فِعَاية fiʿāya, فَعَاوة faʿāwah, مَفْعَاة mafʿā, مَفْعِية mafʿiya, فُعْية fuʿya, فُعْوة fuʿwa, فُعُوْ fuʿuww, فُعْوَان fuʿwān, ecc. |
| II                     | فَعَّى faʿʿā                          | يُفَعِّي yufaʿʿī                      | فَعِّ faʿʿi               | فُعِّيَ fuʿʿiya                | يُفَعّى yufaʿʿā      | مُفَعٍّ mufaʿʿin      | مُفَعًّى mufaʿʿan      | تَفْعِية tafʿiya |
| III                    | فَاعَى fāʿā                          | يُفَاعِي {yufāʿī                     | فَاعِ fāʿi               | فوعِيَ fūʿiya                | يُفَاعَى yufāʿā      | مُفَاعٍ mufāʿin      | مُفَاعًى mufāʿan      | مُفَاعَاة mufāʿā, فِعَاء fiʿāʾ |
| IV                     | أَفْعَى afʿā                          | يُفْعِي yufʿī                        | أَفْعِ afʿi               | أُفْعِيَ ufʿiya                | يُفْعَى yufʿā        | مُفْعٍ mufʿin        | مُفْعًى mufʿan        | إفْعَاء ifʿāʾ |
| V                      | تَفَعَّى tafaʿʿā                       | يَتَفَعَّى yatafaʿʿā                   | تَفَعَّ tafaʿʿa            | تُفُعِّيَ tufuʿʿiya             | يُتَفَعَّى yutafaʿʿā   | مُتَفَعٍّ mutafaʿʿin   | مُتَفَعًّى mutafaʿʿan   | تَفَعٍّ tafaʿʿin |
| VI                     | tafāʿā                             | يَتَفاعَى yatafāʿā                   | تَفاعَ tafāʿa            | تُفوعِيَ tufūʿiya             | يُتَفاعَى yutafāʿā   | مُتَفَاعٍ mutafāʿin   | مُتَفاعًى mutafāʿan   | تَفَاعٍ tafāʿin |
| VII                    | اِنْفَعَى infaʿā                       | يَنْفَعِي yanfaʿī                     | اِنْفَعِ infaʿi            | (اُنْفُعِ) (unfuʿī)            | (يُنْفَعَى) (yunfaʿā) | مُنْفَعٍ munfaʿin     | مُنْفَعًى munfaʿan     | اِنْفِعَاء infiʿāʾ |
| VIII                   | اِفْتَعَى iftaʿā                       | يَفْتَعِي yaftaʿī                     | اِفْتَعِ iftaʿi            | اُفْتُعِيَ uftuʿiya             | يُفْتَعَى yuftaʿā     | مُفْتَعٍ muftaʿin     | مُفْتَعًى muftaʿan     | اِفْتِعَاء iftiʿāʾ |
| IX                     | (اِفْعايَ (اِفْعَيَيْت ifʿāya (ifʿayaytu?) | (يَفْعَايُ (يَفْعَيْنَ yafʿāyu (yafʿayna?) | اِفْعَيْ ifʿay?            | —                          | —                 | مُفْعَاي mufʿāy      | —                  | اِفْعِيَاء ifʿiyāʾ |
| X                      | اِسْتَفْعَى istafʿā                     | يَسْتَفْعِي yastafʿī                   | اِسْتَفْعِ istafʿi          | اُسْتُفْعِيَ ustufʿiya           | يُسْتَفْعَى yustafʿā   | مُسْتَفْعٍ mustafʿin   | مُسْتَفْعًى mustafʿan   | اِسْتِفْعَاء istifʿāʾ |

### Verbi concavi (di seconda debole)
Qui sono mostrate solo le forme con irregolarità; quelle mancanti sono del tutto regolari, con w o y come seconda radicale, a seconda della radice. Nelle forme IV e X troviamo nomi verbali femminili inattesi.
| Verbi                  | Verbi                          | Verbi                     | Verbi                  | Verbi                      | Verbi            | Forme nominali    | Forme nominali     | Forme nominali |
|                        | Attivo                         | Attivo                    | Attivo                 | Passivo                    | Passivo          | Participio attivo | Participio passivo | Nome verbale |
| Passato (3ª sg. masc.) | Non-passato (3ª sg. {masc.)    | Imperativo (2ª sg. masc.) | Passato (3ª sg. masc.) | Non-passato (3ª sg. masc.) | sg. masc.        | sg. masc.         | sg. masc.          | |
| ---------------------- | ------------------------------ | ------------------------- | ---------------------- | -------------------------- | ---------------- | ----------------- | ------------------ | --- |
| I                      | (فَالَ (فِلْت fāla (filtu)         | يَفِيلُ yafīlu               | فِلْ fil                 | فُوِلَ fuwila                 | يُفَالُ yufālu      | فَائِل fāʾil        | مَفِيل mafīl         | solitamente فَوْل fawl, فَيْل fayl; also فُول fūl, فَوَال fawāl, (فِيَال(ة fiyāl(a), فِوَال fiwāl, فُوَال fuwāl, (مَفَال(ة mafāl(a), مَفِيل mafīl etc. |
| I                      | (فَالَ (فُلْت fāla (fultu)         | يَفُولُ yafūlu               | فُلْ ful                 | فُوِلَ fuwila                 | يُفَالُ yufālu      | فَائِل fāʾil        | مَفُول mafūl         | solitamente فَوْل fawl, فَيْل fayl; also فُول fūl, فَوَال fawāl, (فِيَال(ة fiyāl(a), فِوَال fiwāl, فُوَال fuwāl, (مَفَال(ة mafāl(a), مَفِيل mafīl etc. |
| I                      | (فَالَ (فِلْت fāla (filtu)         | يَفَالُ yafālu               | فَلْ fal                 | فُوِلَ fuwila                 | يُفَالُ yufālu      | فَائِل fāʾil        | مَفُول mafīl         | solitamente فَوْل fawl, فَيْل fayl; also فُول fūl, فَوَال fawāl, (فِيَال(ة fiyāl(a), فِوَال fiwāl, فُوَال fuwāl, (مَفَال(ة mafāl(a), مَفِيل mafīl etc. |
| I                      | (فَالَ (فُلْت fāla (fultu)         | يَفَالُ yafālu               | فَلْ fal                 | فُوِلَ fuwila                 | يُفَالُ yufālu      | فَائِل fāʾil        | مَفُول mafūl         | solitamente فَوْل fawl, فَيْل fayl; also فُول fūl, فَوَال fawāl, (فِيَال(ة fiyāl(a), فِوَال fiwāl, فُوَال fuwāl, (مَفَال(ة mafāl(a), مَفِيل mafīl etc. |
| IV                     | (أَفَالَ (أَفَلْت ’afāla (ʾafaltu)   | يُفِيلُ yufīlu               | أَفِلْ ’afil              | أُفِيلَ ’ufīla                | يُفَالُ yufālu      | مُفِيل mufīl        | مُفَال mufāl         | إفَالة ’ifālah |
| VII                    | (اِنْفَالَ (اِنْفَلْت infāla (infaltu) | يَنْفَالُ yanfālu             | اِنْفَلْ infal             | —                          | —                | مُنْفَال munfāl      | مُنْفَال munfāl       | اِنْفِيَال infiyāl |
| VIII                   | (اِفْتَالَ (اِفْتَلْت iftāla (iftaltu) | يَفْتَالُ yaftālu             | اِفْتَلْ iftal             | اُفْتيلَ uftīla               | يُفْتَالُ yuftālu    | مُفْتَال muftāl      | مُفْتَال muftāl       | اِفْتِيَال iftiyāl |
| X                      | اِسْتَفَالَ istafāla                | يَسْتَفْيلُ yastafīlu          | اِسْتَفِلْ istafil          | اُسْتُفِيلَ ustufīla            | يُسْتَفَالُ yustafālu | مُسْتَفِيل mustafīl   | مُسْتَفَال mustafāl    | اِسْتِفَالة istifāla |

### Verbi assimilati (di prima debole)
Quando la prima radicale è w, essa cade nel non-passato in prima forma. La maggior parte delle forme assimilate sono regolari, salvo le sequenze uw, iw che sono assimilate in ū, ī e la sequenza wt dell'VIII forma che è assimilata in tt lungo tutta la coniugazione. La seguente tabella mostra solo le forme irregolari.
La w iniziale del comune nome verbale in I forma ʿila cade (ad esempio, ṣila 'arrivo, collegamento' da waṣala 'arrivare').
| Verbi                  | Verbi                       | Verbi                     | Verbi                  | Verbi                      | Verbi      | Forme nominali    | Forme nominali     | Forme nominali         |
|                        | Attivo                      | Attivo                    | Attivo                 | Passivo                    | Passivo    | Participio attivo | Participio passivo | Nome verbale           |
| Passato (3ª sg. masc.) | Non-passato (3ª sg. {masc.) | Imperativo (2ª sg. masc.) | Passato (3ª sg. masc.) | Non-passato (3ª sg. masc.) | masc. sg.  | masc. sg.         | masc. sg.          |                        |
| ---------------------- | --------------------------- | ------------------------- | ---------------------- | -------------------------- | ---------- | ----------------- | ------------------ | ---------------------- |
| I                      | waʿala                      | yaʿulu                    | ʿul                    | wuʿila                     | yūʿalu     | wāʿil-            | mawʿūd-            | waʿl, wuʿūl, ʿila etc. |
| I                      | waʿala                      | yaʿilu                    | ʿil                    | wuʿila                     | yūʿalu     | wāʿil-            | mawʿūd-            | waʿl, wuʿūl, ʿila etc. |
| I                      | waʿala                      | yaʿalu                    | ʿal                    | wuʿila                     | yūʿalu     | wāʿil-            | mawʿūd-            | waʿl, wuʿūl, ʿila etc. |
| I                      | waʿila                      | yaʿalu                    | ʿal                    | wuʿila                     | yūʿalu     | wāʿil-            | mawʿūd-            | waʿl, wuʿūl, ʿila etc. |
| I                      | yaʿilu                      | ʿil                       |                        | wuʿila                     | yūʿalu     | wāʿil-            | mawʿūd-            | waʿl, wuʿūl, ʿila etc. |
| I                      | waʿula                      | yaʿulu                    | ʿul                    | wuʿila                     | yūʿalu     | wāʿil-            | mawʿūd-            | waʿl, wuʿūl, ʿila etc. |
| IV                     | ʾawʿala                     | yūʿilu                    | ʾawʿil                 | ʾūʿila                     | yūʿalu     | mūʿil-            | mūʿal-             | ʾīʿāl-                 |
| VIII                   | ittaʿala                    | yattaʿilu                 | ittaʿal                | uttuʿila                   | yuttaʿalu  | muttaʿil-         | muttaʿal-          | ittiʿāl-               |
| X                      | istawʿala                   | yastawʿilu                | istawʿil               | ustūʿila                   | yustawʿalu | mustawʿil-        | mustawʿal-         | istīʿāl-               |

Se la prima radicale è y le forme sono in gran parte regolari. La tabella seguente mostra solo le forme irregolari, evidenziate in grassetto.
| Verbi                  | Verbi                      | Verbi                     | Verbi                 | Verbi                      | Verbi      | Forme nominali    | Forme nominali     | Forme nominali |
|                        | Attivo                     | Attivo                    | Attivo                | Passivo                    | Passivo    | Participio attivo | Participio passivo | Nome verbale   |
| Passato (3ª sg. masc.) | Non-passato (3ª sg. masc.) | Imperativo (2ª sg. masc.) | Passato (3ª sg. masc. | Non-passato (3ª sg. masc.) | sg. masc.  | sg. masc.         | sg. masc.          |                |
| ---------------------- | -------------------------- | ------------------------- | --------------------- | -------------------------- | ---------- | ----------------- | ------------------ | -------------- |
| I                      | yaʿala                     | yayʿulu                   | ūʿul                  | yuʿila                     | yūʿalu     | yāʿil-            | mayʿūd-            | yaʿl- etc.     |
| I                      | yaʿala                     | yayʿilu                   | īʿil                  | yuʿila                     | yūʿalu     | yāʿil-            | mayʿūd-            | yaʿl- etc.     |
| I                      | waʿala                     | yayʿalu                   | īʿal                  | yuʿila                     | yūʿalu     | yāʿil-            | mayʿūd-            | yaʿl- etc.     |
| I                      | waʿila                     | yayʿalu                   | īʿal                  | yuʿila                     | yūʿalu     | yāʿil-            | mayʿūd-            | yaʿl- etc.     |
| I                      | waʿila                     | yayʿilu                   | īʿil                  | yuʿila                     | yūʿalu     | yāʿil-            | mayʿūd-            | yaʿl- etc.     |
| I                      | waʿula                     | yayʿulu                   | ūʿul                  | yuʿila                     | yūʿalu     | yāʿil-            | mayʿūd-            | yaʿl- etc.     |
| IV                     | ʾayʿala                    | yūʿilu                    | ʾayʿil                | ʾūʿila                     | yūʿalu     | mūʿil-            | mūʿal-             | ʾīʿāl-         |
| VIII                   | ittaʿala                   | yattaʿilu                 | ittaʿal               | uttuʿila                   | yuttaʿalu  | muttaʿil-         | muttaʿal-          | ittiʿāl-       |
| X                      | istayʿala                  | yastayʿilu                | istayʿil              | ustūʿila                   | yustayʿalu | mustayʿil-        | mustayʿal-         | istīʿāl-       |

### Verbi geminati
| Verbi                  | Verbi                       | Verbi                     | Verbi                          | Verbi                      | Verbi      | Forme nominali    | Forme nominali     | Forme nominali    |
|                        | Attivo                      | Attivo                    | Attivo                         | Passivo                    | Passivo    | Participio attivo | Participio passivo | Nome verbale      |
| Passato (3ª sg. masc.) | Non-passato (3ª sg. {masc.) | Imperativo (2ª sg. masc.) | Passato (3ª sg. masc.)         | Non-passato (3ª sg. masc.) | masc. sg.  | masc. sg.         | masc. sg.          |                   |
| ---------------------- | --------------------------- | ------------------------- | ------------------------------ | -------------------------- | ---------- | ----------------- | ------------------ | ----------------- |
| I                      | falla (falaltu)             | yafullu                   | fulla, fulli, uflul            | fulla                      | yufallu    | fāll-             | maflūl-            | fall- ecc.        |
| I                      | falla (falaltu)             | yafillu                   | filla, filli, iflil            | fulla                      | yufallu    | fāll-             | maflūl-            | fall- ecc.        |
| I                      | falla (falaltu)             | yafallu                   | falla, falli, iflal            | fulla                      | yufallu    | fāll-             | maflūl-            | fall- ecc.        |
| I                      | falla (faliltu)             | yafallu                   | falla, falli, iflal            | fulla                      | yufallu    | fāll-             | maflūl-            | fall- ecc.        |
| III                    | fālla                       | yufāllu                   | fālla, fālli, fālil            | fūlla                      | yufāllu    | mufāll-           | mufāll-            | mufāllat-, filāl- |
| IV                     | afalla                      | yufillu                   | afilla, afilli, aflil          | ufilla                     | yufallu    | mufill-           | mufall-            | iflāl-            |
| VI                     | tafālla                     | yatafāllu                 | tafālil                        | tufūlla                    | yutafāllu  | mutafāll-         | mutafāll-          | tafāll-           |
| VII                    | infalla                     | yanfallu                  | infalla, infalli, infalil      | —                          | —          | munfall-          | munfall-           | infilāl-          |
| VIII                   | iftalla                     | yaftallu                  | iftalla, iftalli, iftalil      | uftulla                    | yuftallu   | muftall-          | muftall-           | iftilāl-          |
| X                      | istafalla                   | yastafillu                | istafilla, istafilli, istaflil | ustufilla                  | yustafallu | mustafill-        | mustafall-         | istiflāl-         |

### Verbi hamzati
Il problema più spinoso nei verbi cosiddetti "hamzati" (ossia con un colpo di glottide ʾ, o hamza, fra le consonanti radicali) è il modo complicato in cui si scrivono in arabo (vedi la voce sulla hamza per le sue regole ortografiche). Nella pronuncia questi verbi sono infatti del tutto regolari.
L'unica irregolarità si trova quando la hamza è la prima radicale. Una regola fonologica dell'arabo classico non ammette due hamza una dopo l'altra separate da una vocale breve; nel qual caso, la seconda si assimila alla vocale precedente (quindi ʾaʾ, ʾiʾ, ʾuʾ diventano ʾā, ʾī, ʾū). Ciò si verifica nelle seguenti forme:
- la prima persona singolare del non-passato nelle forme I, IV e VIII.
- tutto il passato e l'imperativo della IV forma.

Inoltre, ovunque si trovi una alif waṣla si può facoltativamente applicare questa modifica. Ciò di verifica nelle seguenti forme:
- tutto l'imperativo in I forma.
- tutto il passato, l'imperativo e il nome verbale in VIII forma.

Si segnalano le seguenti irregolarità:
- i verbi comuni ʾakala 'mangiare', ʾaḫaḏa 'prendere', ʾamara 'comandare' hanno gli imperativi brevi irregolari kul, ḫuḏ, mur.
- l'VIII forma del verbo comune ʾaḫaḏa 'prendere' è ittaḫaḏa 'assumere', con assimilazione irregolare della hamza.
- il verbo comune saʾala yasʾalu 'chiedere' ha anche un non-passato alternativo yasalu senza hamza.

| Verbi                  | Verbi                       | Verbi                     | Verbi                  | Verbi                      | Verbi                | Forme nominali    | Forme nominali     | Forme nominali    |
|                        | Attivo                      | Attivo                    | Attivo                 | Passivo                    | Passivo              | Participio attivo | Participio passivo | Nome verbale      |
| Passato (3ª sg. masc.) | Non-passato (3ª sg. {masc.) | Imperativo (2ª sg. masc.) | Passato (3ª sg. masc.) | Non-passato (3ª sg. masc.) | masc. sg.            | masc. sg.         | masc. sg.          |                   |
| ---------------------- | --------------------------- | ------------------------- | ---------------------- | -------------------------- | -------------------- | ----------------- | ------------------ | ----------------- |
| I                      | ʾaʿala                      | yaʾʿulu (ʾāʿulu)          | uʾʿul, ūʿul            | ʾuʿila                     | yuʾʿalu (ʾūʿalu)     | ʾāʿil             | maʾʿūl-            | ʾaʿl- etc.        |
| ecc.                   |                             |                           |                        |                            |                      |                   |                    |                   |
| IV                     | ʾāʿala                      | yuʾʿilu (ʾūʿilu)          | ʾāʿil                  | ʾūʿil                      | yuʾʿalu (ʾūʿalu)     | muʾʿil-           | muʾʿal-            | ʾīʿāl-            |
| VIII                   | iʾtaʿala, ītaʿala           | yaʾtaʿilu (ʾātaʿilu)      | iʾtaʿil, ītaʿil        | uʾtuʿila, ūtuʿila          | yuʾtaʿala (ʾūtaʿala) | muʾtaʿil-         | muʾtaʿal-          | iʾtiʿāl-, ītiʿāl- |

### Verbi doppiamente deboli
I verbi doppiamente deboli hanno due radicali deboli; qualche verbo è anche triplicemente debole. In genere le regole esposte sopra per i verbi deboli si applicano in combinazione, a meno che non entrino in conflitto. Di seguito i casi in cui due tipi di debolezza si applicano insieme:
- verbi con w come prima radicale e w o y come terza radicale. Si coniugano come difettivi (tertiae infirmae), e in più perdono la w nel non-passato in I forma, ad esempio waqā yaqī 'vigilare', wafā yafī 'completare, mantentere)', waliya yalī 'essere vicino, seguire'. Questi verbi hanno delle forme di imperativo molto brevi qi fi li (femminile qī fī lī, maschile plurale qū fū lū, femminile plurale iqna ifna ilna), sebbene non siano solitamente usate in arabo moderno standard. Allo stesso modo, i verbi di questo tipo in IV e VIII forma sono coniugati come difettivi ma hanno anche la normale assimilazione dei verbi con w iniziale, ad esempio la IV forma awfā yūfī 'mantenere un voto', l'VIII forma ittaqā yattaqī 'temere (Dio)', aumenti rispettivamente di wafā yafī e waqā yaqī (vedi sopra).
- verbi con hamza come prima radicale e w o y come terza radicale. Si coniugano come difettivi (tertiae infirmae), e in più subiscono l'assimilazione causata dalla hamza iniziale, ad esempio il verbo comune ʾatā yaʾtī 'diventare' (prima persona singolare del non-passato ʾātī 'divento') e il verbo derivato in IV forma ʾātā yuʾtī 'portare' (prima persona singolare del non-passato ʾūtī 'porto').

Quando due debolezze entrano in conflitto una delle radicali deboli è trattata come sana:
- verbi con w o y in entrambe le ultime due consonanti radicali. Questo tipo è piuttosto comune, ad esempio rawā yarwī 'raccontare, trasmettere'. I verbi di questo tipo si coniugano come i regolari difettivi (tertiae infirmae); la seconda radicale è trattata come non debole.
- verbi con w come prima radicale e le ultime due uguali fra di loro. In questi verbi non si verifica nessuna assimilazione della prima radicale, ad esempio wadda (wadidtu) yawaddu 'amare'.
- verbi con hamza come prima radicale e le ultime due uguali fra di loro. n questi verbi non si verifica nessuna assimilazione della prima radicale, ad esempio ʾaǧǧa yaʾuǧǧu 'bruciare', prima singolare del non-passato ʾaʾuǧǧu 'brucio', con due hamza di seguito.

I seguenti casi presentano alcune irregolarità:
- verbi con una w o y come seconda radicale e una hamza come terza radicale. Sono verbi piuttosto comuni, ad esempio il frequentissimo ǧāʾa yaǧīʾu 'venire'. La sola irregolarità si trova nel participio attivo in I forma, ad esempio ǧāʾin 'venente', che si declina come un normale participio di verbo difettivo (tertiae infirmae) (forse per evitare due hamza di seguito, perché la forma attesa sarebbe *ǧāʾiʾ).
- il verbo di uso comunissimo raʾā yarā 'vedere'. La hamza cade in tutto il non-passato. Allo stesso modo si forma anche il passivo, ruʾiya yurā 'essere visto'. Il participio attivo è regolare rāʾin come anche quello passivo marʾīy-. La IV forma derivata arā yūrī 'mostrare' è senza la hamza. Le altre forme aumentate sono regolari: III forma rāʾā yurāʾī 'dissimulare', VI forma tarāʾā yatarāʾā 'guardarsi l'un l'altro', VIII forma irtaʾā yartaʾī 'pensare'.
- il verbo frequente ḥayiya yaḥyā 'vivere', con un passato alternativo ḥayya. La IV forma aḥyā yuḥyī 'resuscitare, rivivere' è regolare. La X forma istaḥyā yastaḥyī 'risparmiare la vita, vergognarsi' può presentarsi inoltre come istaḥayya e istaḥā.

### Prospetto delle vocali
La vocalizzazione delle varie forme è riassunta in questa tavola:
|                                                               | Attivo                                                                  | Attivo                                                              | Passivo                    | Passivo                            | Participio attivo                   | Participio passivo                 | Nome verbale                                                                  |
| Passato (3ª sg. masc.)                                        | Non-passato (3ª sg. masc.)                                              | Passato (3ª sg. masc.)                                              | Non-passato (3ª sg. masc.) |                                    |                                     |                                    |                                                                               |
| ------------------------------------------------------------- | ----------------------------------------------------------------------- | ------------------------------------------------------------------- | -------------------------- | ---------------------------------- | ----------------------------------- | ---------------------------------- | ----------------------------------------------------------------------------- |
| Prima della prima consonante radicale (se c'è una vocale)     | a nelle forme IV–VI. Nelle forme VII–XII c'è i se la ʾalif non è waṣla. | a eccetto nelle forme II–IV, dove è u.                              | u                          | u e a dopo la t delle forme V e VI | u                                   | u eccetto nella I forma, dove è a. | a nelle forme II, V, e VI. Nelle forme VII–XII c'è i se la ʾalif non è waṣla. |
| Prima della seconda consonante radicale                       | a, ā o sukūn                                                            | a, ā o sukūn                                                        | u, ū o sukūn               | a, ā o sukūn                       | a, ā o sukūn                        | a, ā o sukūn                       | i, a, ā o sukūn                                                               |
| Prima della terza consonante radicale                         | a                                                                       | nella I forma a, i, or u. a nelle forme V, VI, e IX, i nelle altre. | i                          | a                                  | i eccetto nella IX forma, dove è a. | a eccetto nella I forma, dove è ū. | ī nella II forma, u nelle forme V e VI, ā altrove                             |
| Dopo la consonante radicale finale, 3ª persona indicativo sg. | a                                                                       | u                                                                   | a                          | u                                  | -                                   | -                                  | -                                                                             |

Vedi anche l'appendice sui verbi arabi su Winktionary in inglese.

## Verbi dell'arabo colloquiale
Il sistema verbale dell'arabo classico rimane in gran parte invariato nelle forme di arabo parlato. Vi si ritrova lo stesso sistema derivazionale di forme aumentate: per il verbo trilittero ci sono tutte le dieci forme dell'arabo standard, mentre per il verbo quadrilittero solo le prime due; le forme da XI a XV del trilittero e III e IV del quadrilittero sono scomparse. Presenta lo stesso sistema di debolezze (verbi sani, difettivi, concavi, assimilati, geminati), costruiti sostanzialmente nello stesso modo. Per un dato verbo, ritroviamo due temi (passato e non-passato) accanto allo stesso sistema affissale (suffissi nel passato e prefissi/suffissi per non-passato).
I maggiori cambiamenti sono all'interno di un dato paradigma, con una significativa riduzione delle forme. Di seguito un esempio di paradigma regolare in arabo egiziano.
| Tempo/modo | Tempo/modo | Passato         | Non-passato congiuntivo | Non-passato indicativo | Futuro               | Imperativo      |
| Singolare  | Singolare  | Singolare       | Singolare               | Singolare              | Singolare            | Singolare       |
| ---------- | ---------- | --------------- | ----------------------- | ---------------------- | -------------------- | --------------- |
| 1ª         | 1ª         | katáb-t كتبت    | á-ktib أكتب             | bá-ktib بكتب           | ḥá-ktib حكتب         |                 |
| 2ª         | masc.      | katáb-t كتبت    | tí-ktib تكتب            | bi-tí-ktib بتكتب       | ḥa-tí-ktib حتكتب     | í-ktib اكتب     |
| 2ª         | femm.      | katáb-ti كتبت   | ti-ktíb-i تكتبي         | bi-ti-ktíb-i بتكتبي    | ḥa-ti-ktíb-i حتكتبي  | i-ktíb-i اكتبي  |
| 3ª         | masc.      | kátab كتب       | yí-ktib يكتب            | bi-yí-ktib بيكتب       | ḥa-yí-ktib حيكتب     |                 |
| 3ª         | femm.      | kátab-it كتبت   | tí-ktib تكتب            | bi-tí-ktib بتكتب       | ḥa-tí-ktib حتكتب     |                 |
| Plurale    |            |                 |                         |                        |                      |                 |
| 1ª         | 1ª         | katáb-na كتبنا  | ní-ktib نكتب            | bi-ní-ktib بنكتب       | ḥá-ní-ktib حنكتب     |                 |
| 2ª         | 2ª         | katáb-tu كتبتوا | ti-ktíb-u تكتبوا        | bi-ti-ktíb-u بتكتبوا   | ḥa-ti-ktíb-u حتكتبوا | i-ktíb-u اكتبوا |
| 3ª         | 3ª         | kátab-u كتبوا   | yi-ktíb-u يكتبوا        | bi-yi-ktíb-u بيكتبوا   | ḥa-yi-ktíb-u حيكتبوا‎ |                 |

Questo paradigma mostra chiaramente la riduzione nel numero delle forme:
- le tredici combinazioni persona/numero/genere dell'arabo classico sono state ridotte a otto, a causa della perdita del duale e del femminile plurale. Alcune varietà hanno ancora forme di femminile plurale, di solito espresso dal suffisso -an, portando il totale a dieci forme; ciò accade, ad esempio, nell'arabo iracheno e in molte varietà della Penisola Araba.
- il sistema di differenziazione dei modi tramite suffissi è scomparso. L'arabo egiziano e molte altre varietà "urbane" (ad esempio il levantino, il marocchino) hanno terminazioni del non-passato -i -u ereditate dall'originario congiuntivo, mentre altre varietà (ad esempio, l'iracheno) hanno terminazioni -īn -ūn ereditate dall'indicativo. La maggior parte dei dialetti ha inoltre sviluppato nuovi modi e un nuovo futuro caratterizzati dall'uso di prefissi (spesso con un indicativo prefissato e un congiuntivo non prefissato, ad esempio l'egiziano bi-, il levantino b-, il marocchino ta-/ka-). Varie particelle sono usate per il futuro (ad esempio l'egiziano ḥa-, il levantino raḥ-, il marocchino ɣa(di)-), derivate da forme ridotte di vari verbi.
- il passivo interno è scomparso praticamente ovunque. In sua vece, le forme aumentate riflessive/mediopassive (come le forme V, VI, VII) hanno funzione sia riflessiva che passiva. Il passivo della II e della III forma è generalmente costruito di riflesso delle forme V e VI, utilizzando il prefisso it- derivato dal prefisso classico ta-. Il passivo della I forma utilizza sia il prefisso in- (dalla VII forma) sia it- (modellato sulla V e VI forma). Le altre forme spesso non hanno il passivo.

Inoltre, la IV forma è scomparsa nella maggior parte dei dialetti, eccetto in alcuni verbi "classicheggianti" (cioè prestiti dall'arabo standard).